# Resfriamento do computador

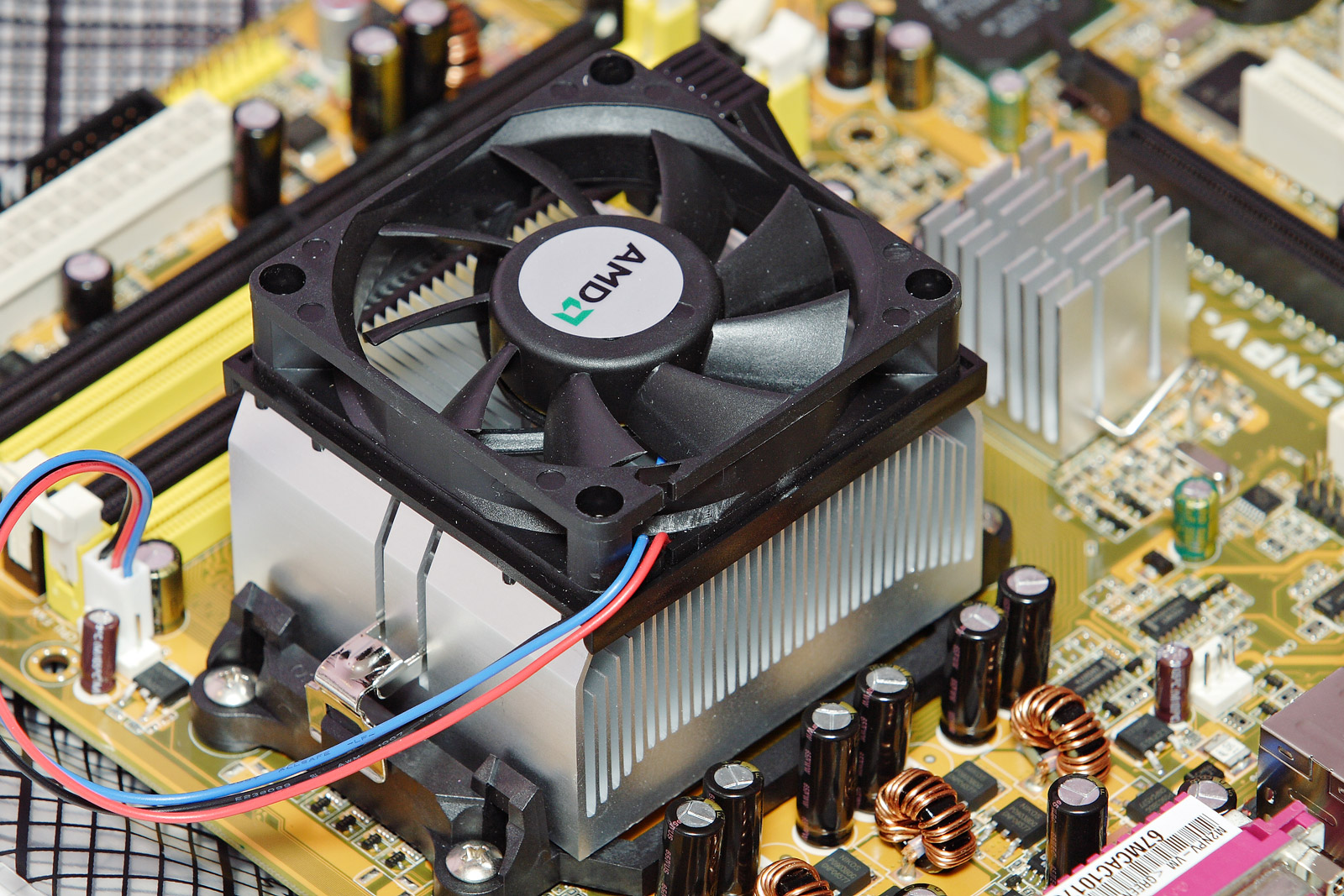
Um dissipador de calor refrigerado a ar com ventoinha encaixado em um CPU, com um dissipador de calor passivo menor sem ventoinha em segundo plano

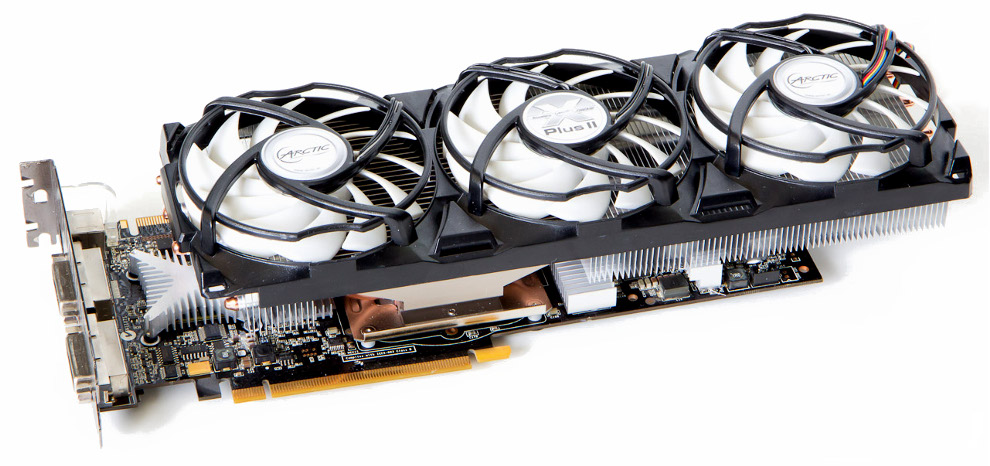
Um dissipador de calor de 3 ventiladores montado em uma placa de vídeo para maximizar a eficiência de resfriamento da GPU e dos componentes adjacentes

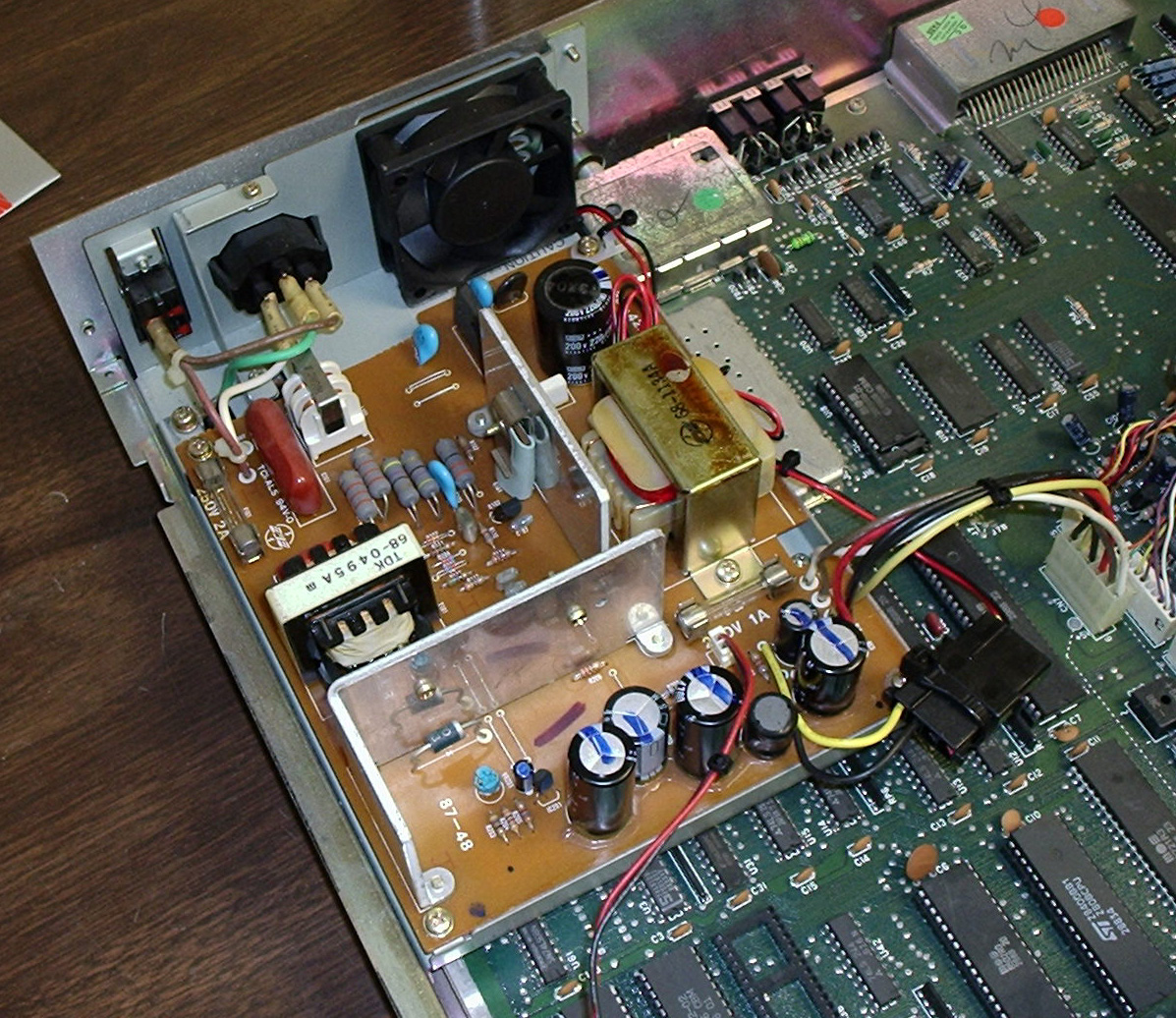
Fonte de alimentação comutada do computador Commodore 128DCR, com uma ventoinha de 60 mm instalada pelo usuário. Perfis verticais de alumínio são usados como dissipadores de calor.

O resfriamento do computador é necessário para remover o calor residual produzido pelos componentes do computador, para manter os componentes dentro dos limites de temperatura operacional permitidos. Os componentes que são suscetíveis a mau funcionamento temporário ou falha permanente se superaquecidos incluem circuitos integrados, como unidades de processamento central (CPUs), chipsets, placas gráficas e unidades de disco rígido.
Os componentes geralmente são projetados para gerar o mínimo de calor possível, e os computadores e sistemas operacionais podem ser projetados para reduzir o consumo de energia e consequente aquecimento de acordo com a carga de trabalho, mas ainda pode ser produzido mais calor do que pode ser removido sem atenção ao resfriamento. O uso de dissipadores de calor resfriados por fluxo de ar reduz o aumento de temperatura produzido por uma determinada quantidade de calor. A atenção aos padrões de fluxo de ar pode prevenir o desenvolvimento de pontos quentes. Os ventiladores do computador são amplamente usados junto com os ventiladores do dissipador de calor para reduzir a temperatura, esgotando ativamente o ar quente. Existem também técnicas de resfriamento mais exóticas, como resfriamento líquido. Todos os processadores modernos são projetados para cortar ou reduzir sua voltagem ou velocidade de clock se a temperatura interna do processador exceder um limite especificado. Isso é geralmente conhecido como Thermal Throttling, no caso de redução de velocidades de clock ou Thermal Shutdown, no caso de um desligamento completo do dispositivo ou sistema.
O resfriamento pode ser projetado para reduzir a temperatura ambiente dentro do gabinete de um computador, como exaustão de ar quente ou para resfriar um único componente ou uma pequena área (resfriamento pontual). Os componentes comumente resfriados individualmente incluem a CPU, a unidade de processamento gráfico (GPU) e o northbridge.

## Geradores de calor indesejado
Os circuitos integrados (por exemplo, CPU e GPU) são os principais geradores de calor nos computadores modernos. A geração de calor pode ser reduzida por meio de um projeto eficiente e seleção de parâmetros operacionais, como tensão e frequência, mas, em última análise, o desempenho aceitável geralmente só pode ser alcançado gerenciando uma geração significativa de calor.

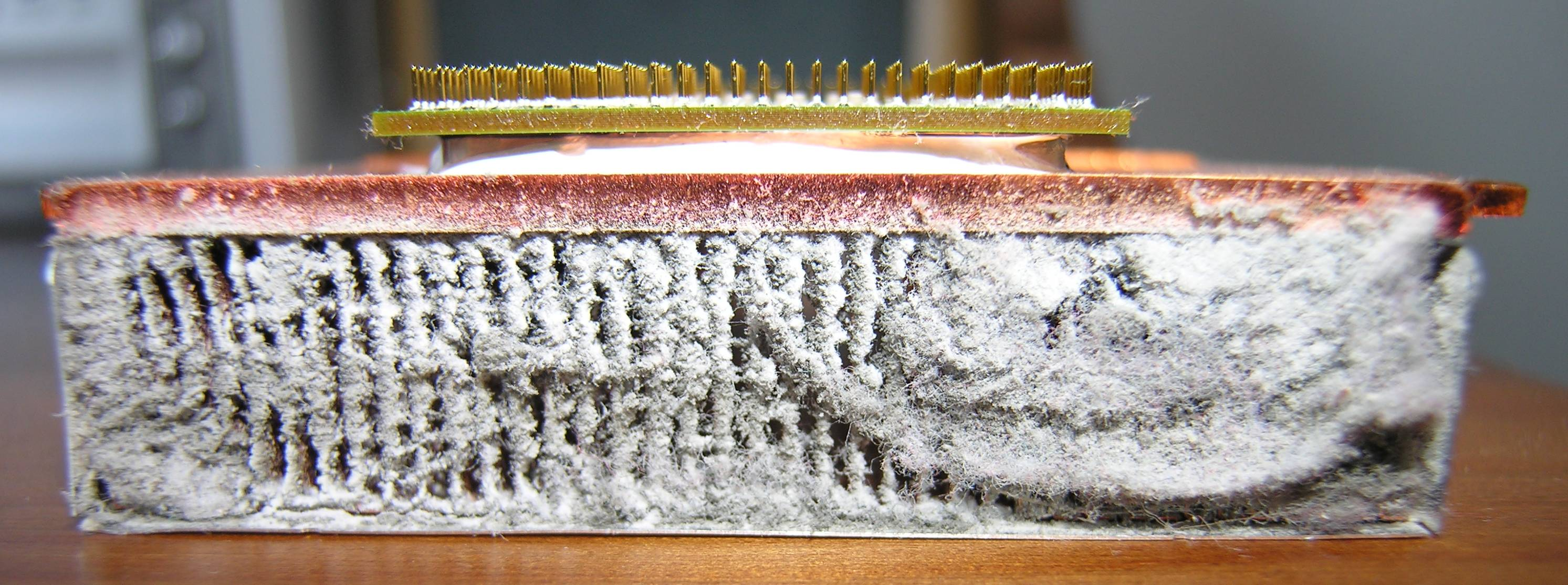
O acúmulo de poeira no dissipador de calor da CPU deste laptop após três anos de uso tornou o laptop inutilizável devido a desligamentos térmicos frequentes.

Em operação, a temperatura dos componentes de um computador aumentará até que o calor transferido para o ambiente seja igual ao calor produzido pelo componente, ou seja, quando o equilíbrio térmico for alcançado. Para uma operação confiável, a temperatura nunca deve exceder um valor máximo permitido específico para cada componente. Para semicondutores, a temperatura instantânea da junção, em vez da caixa do componente, dissipador de calor ou temperatura ambiente, é crítica.
O resfriamento pode ser prejudicado por:
- A poeira atua como um isolante térmico e impede o fluxo de ar, reduzindo assim o dissipador de calor e o desempenho do ventilador.
- Fluxo de ar ruim incluindo turbulência devido ao atrito contra componentes impeditivos, como cabos de fita, ou orientação incorreta dos ventiladores, pode reduzir a quantidade de ar que flui através de um gabinete e até mesmo criar redemoinhos localizados de ar quente no gabinete. Em alguns casos de equipamentos com design térmico ruim, o ar de resfriamento pode sair facilmente pelos orifícios de "resfriamento" antes de passar por componentes quentes; o resfriamento em tais casos geralmente pode ser melhorado bloqueando os orifícios selecionados.
- Má transferência de calor devido ao mau contato térmico entre os componentes a serem resfriados e os dispositivos de resfriamento. Isso pode ser melhorado pelo uso de pastas térmicas para uniformizar as imperfeições da superfície, ou mesmo por lapidação.

## Prevenção de danos
Como as altas temperaturas podem reduzir significativamente a vida útil ou causar danos permanentes aos componentes, e a saída de calor dos componentes às vezes pode exceder a capacidade de resfriamento do computador, os fabricantes costumam tomar precauções adicionais para garantir que as temperaturas permaneçam dentro dos limites de segurança. Um computador com sensores térmicos integrados na CPU, placa-mãe chipset ou GPU pode se desligar quando altas temperaturas são detectadas para evitar danos permanentes, embora isso possa não garantir completamente a operação segura a longo prazo. Antes que um componente superaquecido atinja esse ponto, ele pode ser "throttled" até que as temperaturas caiam abaixo de um ponto seguro usando tecnologia de escala de frequência dinâmica. O throttling reduz a frequência operacional e a tensão de um circuito integrado ou desativa recursos não essenciais do chip para reduzir a produção de calor, muitas vezes ao custo de um desempenho leve ou significativamente reduzido. Para computadores desktop e notebook, a limitação geralmente é controlada no nível do BIOS. A limitação também é comumente usada para gerenciar temperaturas em smartphones e tablets, onde os componentes são compactados com pouco ou nenhum resfriamento ativo e com calor adicional transferido da mão do usuário.
O usuário também pode fazer muito para prevenir preventivamente a ocorrência de danos. Eles podem realizar uma inspeção visual do cooler e dos ventiladores do gabinete. Se algum deles não estiver girando corretamente, é provável que precise ser substituído. O usuário também deve limpar os ventiladores completamente, pois poeira e detritos podem aumentar a temperatura ambiente do gabinete e afetar o desempenho do ventilador. A melhor maneira de fazer isso é com ar comprimido em um espaço aberto. Outra técnica preventiva para evitar danos é substituir a pasta térmica regularmente.

## Mainframes e supercomputadores
À medida que os computadores eletrônicos se tornaram maiores e mais complexos, o resfriamento dos componentes ativos tornou-se um fator crítico para uma operação confiável. Os primeiros computadores de tubo de vácuo, com gabinetes relativamente grandes, podiam contar com circulação de ar natural ou forçada para resfriamento. No entanto, os dispositivos de estado sólido foram compactados com muito mais densidade e tiveram temperaturas operacionais permitidas mais baixas.
A partir de 1965, a IBM e outros fabricantes de computadores mainframe patrocinaram pesquisas intensivas sobre a física do resfriamento de circuitos integrados densamente compactados. Muitos sistemas de resfriamento de ar e líquido foram concebidos e investigados, usando métodos como convecção natural e forçada, impacto de ar direto, imersão direta em líquido e convecção forçada, ebulição em piscina, filmes em queda, ebulição em fluxo e impacto de jato líquido. A análise matemática foi usada para prever os aumentos de temperatura dos componentes para cada geometria possível do sistema de resfriamento.
A IBM desenvolveu três gerações do Módulo de Condução Térmica (TCM) que usava uma placa fria refrigerada a água em contato térmico direto com pacotes de circuitos integrados. Cada pacote tinha um pino termicamente condutor pressionado sobre ele, e o gás hélio envolvia chips e pinos condutores de calor. O projeto pode remover até 27 watts de um chip e até 2.000 watts por módulo, mantendo as temperaturas do pacote do chip em torno de 50 °C (122 °F). Os sistemas que usavam TCMs eram a família 3081 (1980), ES/3090 (1984) e alguns modelos da ES/9000 (1990). No processador IBM 3081, os TCMs permitiam até 2700 watts em uma única placa de circuito impresso, mantendo a temperatura do chip em 69 °C (156 °F). Módulos de condução térmica usando resfriamento a água também foram usados em sistemas de mainframe fabricados por outras empresas, incluindo Mitsubishi e Fujitsu.
O supercomputador Cray-1 projetado em 1976 tinha um sistema de resfriamento distinto. A máquina tinha apenas 77 polegadas (2.000 mm) de altura e 56 1⁄2 polegadas (1.440 mm) de diâmetro e consumiu até 115 quilowatts; isso é comparável ao consumo médio de energia de algumas dezenas de lares ocidentais ou de um carro de tamanho médio. Os circuitos integrados usados na máquina eram os mais rápidos disponíveis na época, usando lógica acoplada ao emissor; no entanto, a velocidade foi acompanhada por alto consumo de energia em comparação com dispositivos CMOS posteriores.
A remoção do calor era crítica. O refrigerante circulava através de tubulações embutidas em barras verticais de resfriamento em doze seções colunares da máquina. Cada um dos 1662 módulos de circuito impresso da máquina tinha um núcleo de cobre e era preso à barra de resfriamento. O sistema foi projetado para manter as caixas dos circuitos integrados a no máximo 54 °C (129 °F), com refrigerante circulando a 21 °C (70 °F). A rejeição de calor final foi através de um condensador refrigerado a água. A tubulação, os trocadores de calor e as bombas para o sistema de resfriamento foram dispostos em um banco estofado ao redor da parte externa da base do computador. Cerca de 20 por cento do peso da máquina em operação era refrigerante.
No último Cray-2, com seus módulos mais compactados, Seymour Cray teve problemas para resfriar a máquina de maneira eficaz usando a técnica de condução metálica com refrigeração mecânica, então ele mudou para o resfriamento por 'imersão líquida'. Este método envolvia encher o chassi do Cray-2 com um líquido chamado Fluorinert. Fluorinert, como o próprio nome indica, é um líquido inerte que não interfere no funcionamento dos componentes eletrônicos. À medida que os componentes atingiam a temperatura operacional, o calor se dissipava no Fluorinert, que era bombeado para fora da máquina para um trocador de calor de água gelada.
O desempenho por watt dos sistemas modernos melhorou muito; muito mais cálculos podem ser realizados com um determinado consumo de energia do que era possível com os circuitos integrados das décadas de 1980 e 1990. Projetos recentes de supercomputadores, como o Blue Gene, dependem do resfriamento a ar, o que reduz o custo, a complexidade e o tamanho dos sistemas em comparação com o resfriamento líquido.

## Resfriamento a ar

### Fans
Ventiladores são usados quando a convecção natural é insuficiente para remover o calor. Os ventiladores podem ser instalados no gabinete do computador ou conectados a CPUs, GPUs, chipsets, fontes de alimentação (PSUs), discos rígidos ou como placas conectadas a um slot de expansão. Os tamanhos comuns de ventilador incluem 40, 60, 80, 92, 120 e 140 mm. Ventoinhas de 200, 230, 250 e 300 mm às vezes são usadas em computadores pessoais de alto desempenho.

#### Desempenho dos ventiladores no chassi

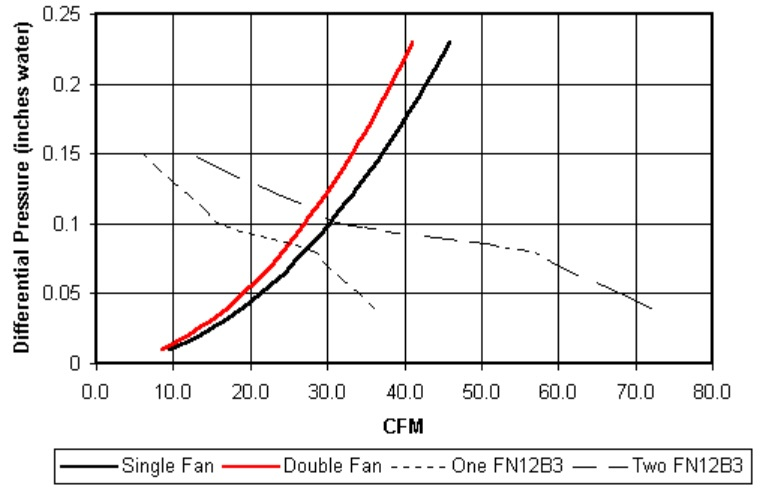
Curvas típicas do ventilador e curvas de impedância do chassi

Um computador tem uma certa resistência ao fluxo de ar através do chassi e dos componentes. Esta é a soma de todos os menores impedimentos ao fluxo de ar, como aberturas de entrada e saída, filtros de ar, chassi interno e componentes eletrônicos. Os ventiladores são bombas de ar simples que fornecem pressão ao ar do lado de entrada em relação ao lado de saída. Essa diferença de pressão move o ar pelo chassi, com o ar fluindo para as áreas de menor pressão.
Os ventiladores geralmente têm duas especificações publicadas: fluxo de ar livre e pressão diferencial máxima. Fluxo de ar livre é a quantidade de ar que um ventilador moverá com contrapressão zero. A pressão diferencial máxima é a quantidade de pressão que um ventilador pode gerar quando completamente bloqueado. Entre esses dois extremos, há uma série de medições correspondentes de fluxo versus pressão, que geralmente é apresentada como um gráfico. Cada modelo de ventilador terá uma curva única, como as curvas tracejadas na ilustração ao lado.

#### Instalação paralela em relação à série
Os ventiladores podem ser instalados em paralelo, em série ou uma combinação de ambos. A instalação paralela seria com ventiladores montados lado a lado. A instalação em série seria um segundo ventilador em linha com outro ventilador, como um ventilador de entrada e um exaustor. Para simplificar a discussão, assume-se que os ventiladores são do mesmo modelo.
Os ventiladores paralelos fornecerão o dobro do fluxo de ar livre, mas nenhuma pressão de acionamento adicional. A instalação em série, por outro lado, duplicará a pressão estática disponível, mas não aumentará a vazão de ar livre. A ilustração ao lado mostra um único ventilador versus dois ventiladores em paralelo com uma pressão máxima de 0,15 polegadas (3,8 mm) de água e uma taxa de fluxo dobrada de cerca de 72 pés cúbicos por minuto (2,0 m3/min).
Observe que o fluxo de ar muda conforme a raiz quadrada da pressão. Assim, dobrar a pressão aumentará a vazão apenas 1,41 (√2) vezes, não o dobro do que se poderia supor. Outra maneira de ver isso é que a pressão deve subir por um fator de quatro para dobrar a taxa de fluxo.
Para determinar a taxa de fluxo através de um chassi, a curva de impedância do chassi pode ser medida impondo uma pressão arbitrária na entrada do chassi e medindo o fluxo através do chassi. Isso requer equipamentos bastante sofisticados. Com a curva de impedância do chassi (representada pelas linhas sólidas vermelha e preta na curva adjacente) determinada, o fluxo real através do chassi conforme gerado por uma configuração de ventilador específica é mostrado graficamente onde a curva de impedância do chassi cruza a curva do ventilador. A inclinação da curva de impedância do chassi é uma função de raiz quadrada, em que dobrar a taxa de fluxo exigia quatro vezes a pressão diferencial.
Neste exemplo específico, adicionar um segundo ventilador forneceu uma melhoria marginal com o fluxo para ambas as configurações sendo de aproximadamente 27–28 pés cúbicos por minuto (0,76–0,79 m3/min). Embora não mostrado no gráfico, um segundo ventilador em série forneceria um desempenho ligeiramente melhor do que a instalação em paralelo.[carece de fontes?]

#### Temperatura em relação à taxa de fluxo
A equação para o fluxo de ar necessário através de um chassi é
{\displaystyle CFM={\frac {Q}{Cp\times r\times DT}}}

onde
```
CFM = 
Pés Cúbicos por Minuto
 (0,028 m
3
/min)
Q = Calor Transferido (kW)
Cp = Calor Específico do Ar
r = Densidade
DT = Mudança de temperatura (em °F)
```

Uma regra simples e conservadora para requisitos de fluxo de resfriamento, descontando efeitos como perda de calor através das paredes do chassi e fluxo laminar versus turbulento, e contabilizando as constantes de calor específico e densidade ao nível do mar é:
{\displaystyle CFM={\frac {3.16\times W}{{\text{allowed temperature rise in}}^{\circ }F}}}
{\displaystyle CFM={\frac {1.76\times W}{{\text{allowed temperature rise in}}^{\circ }C}}}
Por exemplo, um chassi típico com 500 watts de carga, temperatura interna máxima de 130 °F (54 °C) em um ambiente de 100 °F (38 °C), ou seja, uma diferença de 30 °F (17 °C):
{\displaystyle CFM={\frac {3.16\times 500W}{(130-100)}}=53}
Este seria o fluxo real através do chassi e não a classificação de ar livre do ventilador. Também deve ser notado que "Q", o calor transferido, é uma função da eficiência de transferência de calor de um cooler de CPU ou GPU para o fluxo de ar.

### Bomba piezelétrica
Um "jato de resfriamento piezo duplo", patenteado pela GE, usa vibrações para bombear o ar através do dispositivo. O dispositivo inicial tem três milímetros de espessura e consiste em dois discos de níquel conectados de cada lado a uma lasca de cerâmica piezoelétrica. Uma corrente alternada que passa pelo componente cerâmico faz com que ele se expanda e contraia até 150 vezes por segundo, fazendo com que os discos de níquel atuem como um fole. Contraídas, as bordas dos discos se juntam e sugam o ar quente. A expansão aproxima os discos de níquel, expelindo o ar em alta velocidade.
O dispositivo não tem rolamentos e não requer um motor. É mais fino e consome menos energia do que os ventiladores típicos. O jato pode movimentar a mesma quantidade de ar que um ventilador de refrigeração com o dobro do seu tamanho, consumindo metade da eletricidade e com um custo menor.

## Resfriamento passivo

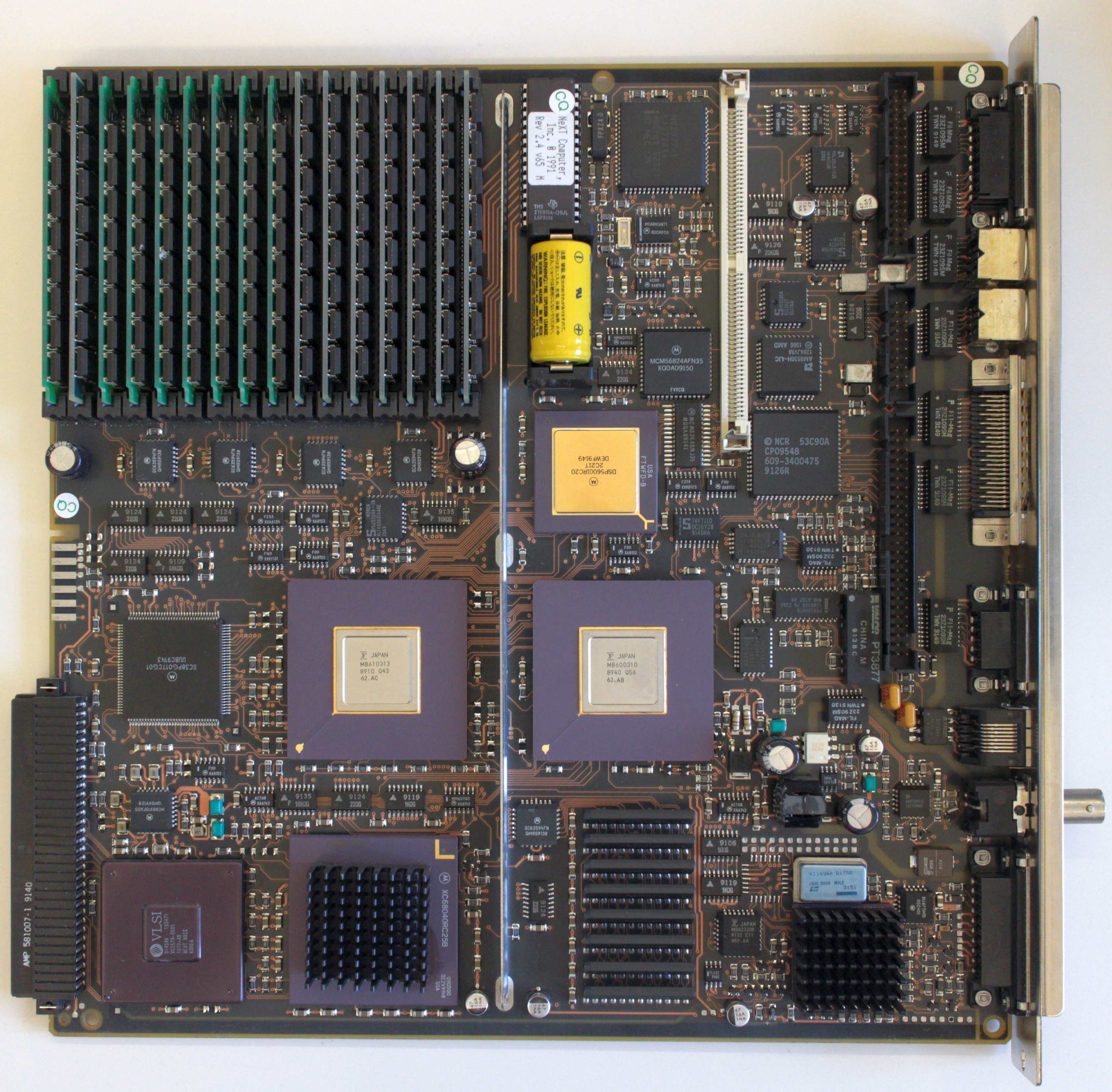
Placa-mãe de um computador NeXTcube (1990) com microprocessador de 32 bits Motorola 68040 operado a 25 MHz. Na borda inferior da imagem e à esquerda do meio, o dissipador de calor montado diretamente no CPU pode ser visto. Não havia ventilador dedicado para a CPU. O único outro CI com dissipador de calor é o RAMDAC (direto da CPU).

O resfriamento passivo do dissipador de calor envolve a fixação de um bloco de metal usinado ou extrudado à peça que precisa de resfriamento. Um adesivo térmico pode ser usado. Mais comumente para uma CPU de computador pessoal, um grampo segura o dissipador de calor diretamente sobre o chip, com uma pasta térmica ou almofada térmica espalhada entre eles. Este bloco tem aletas e sulcos para aumentar sua área de superfície. A condutividade térmica do metal é muito melhor do que a do ar e irradia calor melhor do que o componente que está protegendo (geralmente um circuito integrado ou CPU). Os dissipadores de calor de alumínio refrigerados por ventilador eram originalmente a norma para computadores de mesa, mas hoje em dia muitos dissipadores de calor apresentam placas de base de cobre ou são inteiramente feitos de cobre.
O acúmulo de poeira entre as aletas de metal de um dissipador de calor reduz gradualmente a eficiência, mas pode ser combatido com um espanador de gás, soprando a poeira junto com qualquer outro excesso de material indesejado.
Dissipadores de calor passivos são comumente encontrados em CPUs mais antigas, peças que não esquentam muito (como o chipset) e computadores de baixa potência.
Normalmente, um dissipador de calor é conectado ao dissipador de calor integrado (IHS), essencialmente uma grande placa plana conectada à CPU, com pasta de condução em camadas entre elas. Isso dissipa ou espalha o calor localmente. Ao contrário de um dissipador de calor, um espalhador destina-se a redistribuir o calor, não a removê-lo. Além disso, o IHS protege a frágil CPU.
O resfriamento passivo não envolve ruído do ventilador, pois as forças de convecção movem o ar sobre o dissipador de calor.

## Outras técnicas

### Resfriamento por imersão em líquido

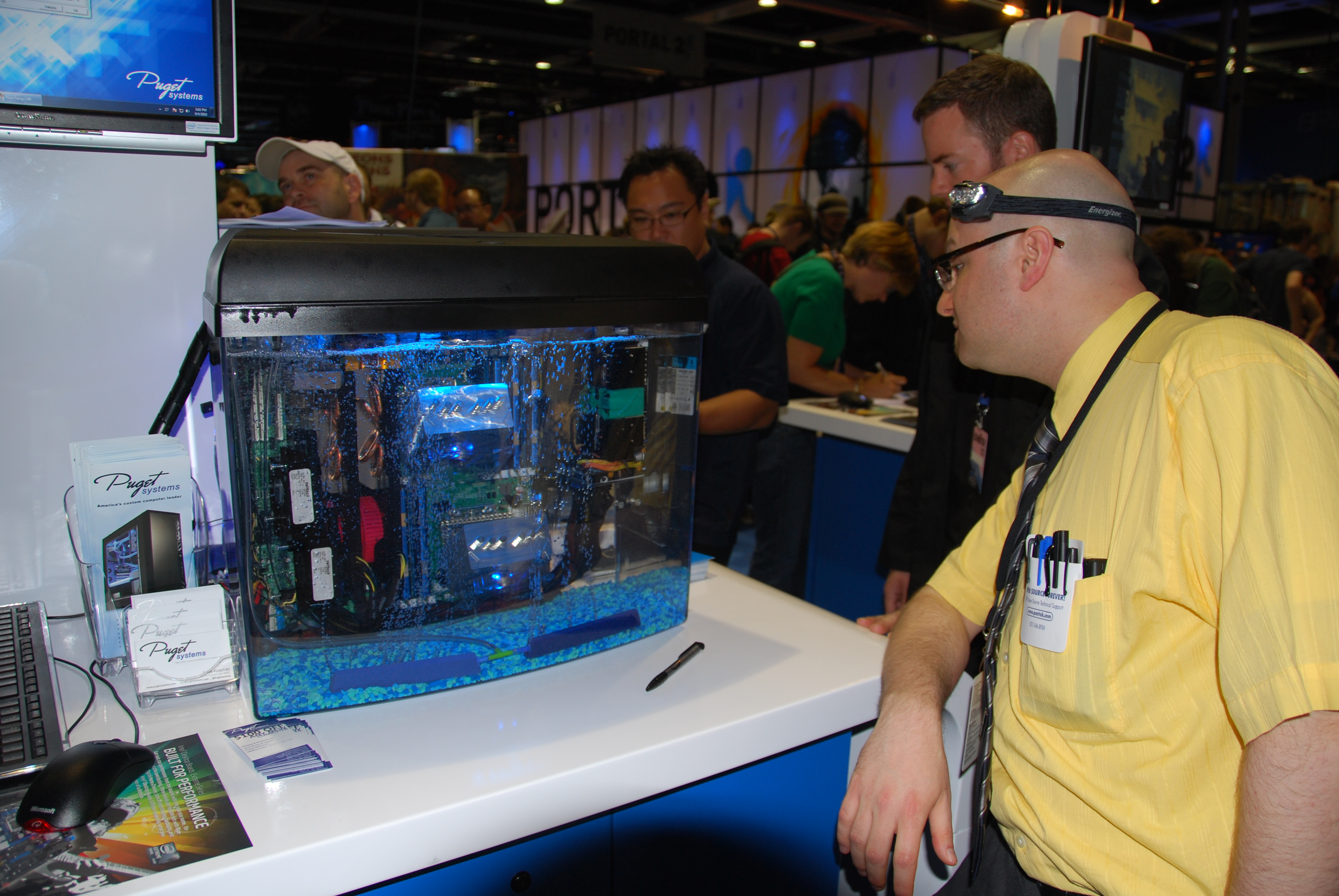
Um computador imerso em óleo mineral.

Outra tendência crescente devido ao aumento da densidade de calor de computadores, GPUs, FPGAs e ASICs é imergir o computador inteiro ou componentes selecionados em um líquido termicamente, mas não eletricamente condutor. Embora raramente usado para resfriamento de computadores pessoais, a imersão em líquido é um método rotineiro de resfriamento de grandes componentes de distribuição de energia, como transformadores. Também está se tornando popular entre os data centers. Computadores pessoais resfriados dessa maneira podem não precisar de ventiladores ou bombas e podem ser resfriados exclusivamente por troca de calor passiva entre o hardware do computador e o gabinete em que está colocado. Um trocador de calor (ou seja núcleo do aquecedor ou radiador) ainda pode ser necessário, e a tubulação também precisa ser colocada corretamente.
O refrigerante usado deve ter condutividade elétrica suficientemente baixa para não interferir na operação normal do computador. Se o líquido for um pouco eletricamente condutivo, pode causar curtos-circuitos entre os componentes ou vestígios e danificá-los permanentemente.[carece de fontes?] Por estas razões, é preferível que o líquido seja um isolante (dielétrico) e não conduza eletricidade.
Existe uma grande variedade de líquidos para esse fim, incluindo óleos de transformadores, refrigerantes dielétricos sintéticos monofásicos e bifásicos, como 3M Fluorinert ou 3M Novec. Óleos inúteis, incluindo óleos de cozinha, de motor e de silicone, têm sido usados com sucesso para resfriar computadores pessoais.
Alguns fluidos usados no resfriamento por imersão, especialmente materiais à base de hidrocarbonetos, como óleos minerais, óleos de cozinha e ésteres orgânicos, podem degradar alguns materiais comuns usados em computadores, como borrachas, cloreto de polivinila (PVC) e graxas térmicas. Portanto, é fundamental revisar a compatibilidade material de tais fluidos antes de usar. Verificou-se que o óleo mineral, em particular, tem efeitos negativos no isolamento de fios à base de PVC e borracha. Foi relatado que pastas térmicas usadas para transferir calor para dissipadores de calor de processadores e placas gráficas se dissolvem em alguns líquidos, porém com impacto insignificante no resfriamento, a menos que os componentes sejam removidos e operados no ar.
A evaporação, especialmente para refrigerantes bifásicos, pode representar um problema, e o líquido pode precisar ser recarregado regularmente ou selado dentro do gabinete do computador. O resfriamento por imersão pode permitir valores de PUE extremamente baixos de 1,05, contra 1,35 do resfriamento a ar, e permite até 100 KW de potência de computação (dissipação de calor, TDP) por rack de 19 polegadas, em oposição ao resfriamento a ar, que geralmente suporta até 23 KW.

### Redução de calor residual
Onde não são necessários computadores poderosos com muitos recursos, podem ser usados computadores menos poderosos ou com menos recursos. A partir de 2011, uma placa-mãe VIA EPIA com CPU normalmente dissipa aproximadamente 25 watts de calor, enquanto uma placa-mãe Pentium 4 mais capaz e CPU normalmente dissipa cerca de 140 watts. Os computadores podem ser alimentados com corrente contínua de uma fonte de alimentação externa que não gera calor dentro do gabinete do computador. A substituição dos monitores de tubo de raios catódicos (CRT) por monitores de cristal líquido (LCD) de tela fina mais eficientes no início do século XXI reduziu significativamente o consumo de energia.

### Dissipadores de calor
Um componente pode ser encaixado em bom contato térmico com um dissipador de calor, um dispositivo passivo com grande capacidade térmica e com grande área superficial em relação ao seu volume. Os dissipadores de calor são geralmente feitos de um metal com alta condutividade térmica, como alumínio ou cobre, e incorporar aletas para aumentar a área de superfície. O calor de um componente relativamente pequeno é transferido para o dissipador de calor maior; a temperatura de equilíbrio do componente mais o dissipador de calor é muito menor do que seria a do componente sozinho. O calor é levado do dissipador de calor por fluxo de ar convectivo ou forçado por ventilador. O resfriamento por ventilador geralmente é usado para resfriar processadores e placas gráficas que consomem quantidades significativas de energia elétrica. Em um computador, um componente gerador de calor típico pode ser fabricado com uma superfície plana. Um bloco de metal com uma superfície plana correspondente e construção aletada, às vezes com um ventilador acoplado, é preso ao componente. Para preencher lacunas de ar mal condutoras devido a superfícies planas e lisas imperfeitas, uma fina camada de graxa térmica, uma almofada térmica ou adesivo térmico pode ser colocado entre o componente e o dissipador de calor.
O calor é removido do dissipador de calor por convecção, até certo ponto por radição e possivelmente por condução se o dissiapdor de calor em contato térmico com, digamos, a caixa de metal. Dissipadores e calor de alumínio refrigerados por ventilador baratos são frequentemente usados em computadores desktop padrão. Dissipadores com placas de base de cobre, ou feitos de cobre, têm melhores características térmicas do que aqueles feitos de alumínio. Um dissipador de calor de cobre é mais eficiente do que uma unidade de alumínio do mesmo tamanho, o que é relevante em relação aos componentes de alto consumo de energia usados em computadores de alto desempenho.
Dissipadores de calor passivos são comumente encontrados em CPUs mais antigas, peças que não dissipam muita energia (como o chipset), computadores com processadores de baixo consumo de energia e equipamentos onde a operação silenciosa é crítica e o ruído do ventilador inaceitável.
Normalmente, um dissipador de calor é preso ao dissipador de calor integrado (IHS), uma placa de metal plana do tamanho do encapsulamento da CPU que faz parte do conjunto da CPU e espalha o calor localmente. Uma fina camada de pasta térmica é colocada entre eles para compensar as imperfeições da superfície. O objetivo principal do espalhador é redistribuir o calor. As aletas do dissipador de calor melhoram sua eficiência.

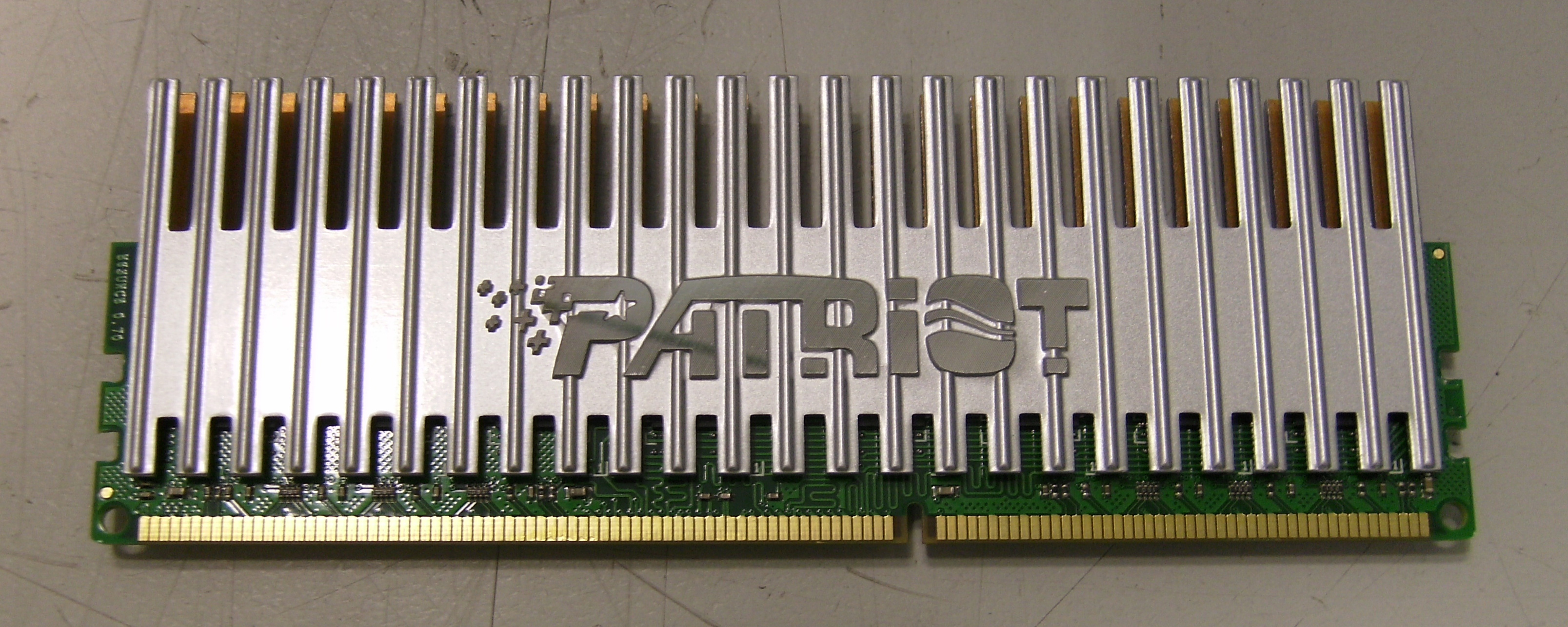
Módulos de memória equipados com dissipador de calor aletado

Várias marcas de módulos de memória DDR2, DDR3, DDR4 e DDR5 DRAM são equipadas com um dissipador de calor aletado preso na borda superior do módulo. A mesma técnica é usada para placas de vídeo que usam um dissipador de calor passivo com aletas na GPU.
A poeira tende a se acumular nas fendas dos dissipadores de calor com aletas, principalmente com o alto fluxo de ar produzido pelos ventiladores. Isso mantém o ar afastado do componente quente, reduzindo a eficácia do resfriamento; no entanto, remover a poeira restaura a eficácia.

### Resfriamento Peltier (termoelétrico)

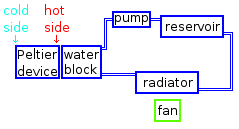
Configuração regular de resfriamento Peltier para PCs

As junções Peltier são geralmente apenas cerca de 10-15% tão eficientes quanto o refrigerador ideal (ciclo de Carnot), em comparação com 40-60% alcançados pelos sistemas convencionais de ciclo de compressão (sistemas Rankine usando compressão/expansão). Devido a essa menor eficiência, o resfriamento termoelétrico geralmente é usado apenas em ambientes onde a natureza do estado sólido (sem partes móveis, baixa manutenção, tamanho compacto e insensibilidade à orientação) supera a eficiência pura.
Os TECs modernos usam várias unidades empilhadas, cada uma composta por dezenas ou centenas de termopares dispostos um ao lado do outro, o que permite uma quantidade substancial de transferência de calor. Uma combinação de bismuto e telúrio é mais comumente usada para os termopares.
Como bombas de calor ativas que consomem energia, os TECs podem produzir temperaturas abaixo da ambiente, impossíveis com dissipadores de calor passivos, refrigeração líquida refrigerada por radiador e HSFs de tubo de calor. No entanto, ao bombear calor, um módulo Peltier normalmente consome mais energia elétrica do que a quantidade de calor que está sendo bombeada.
Também é possível usar um elemento Peltier junto com um refrigerante de alta pressão (resfriamento de duas fases) para resfriar a CPU.

### Resfriamento líquido

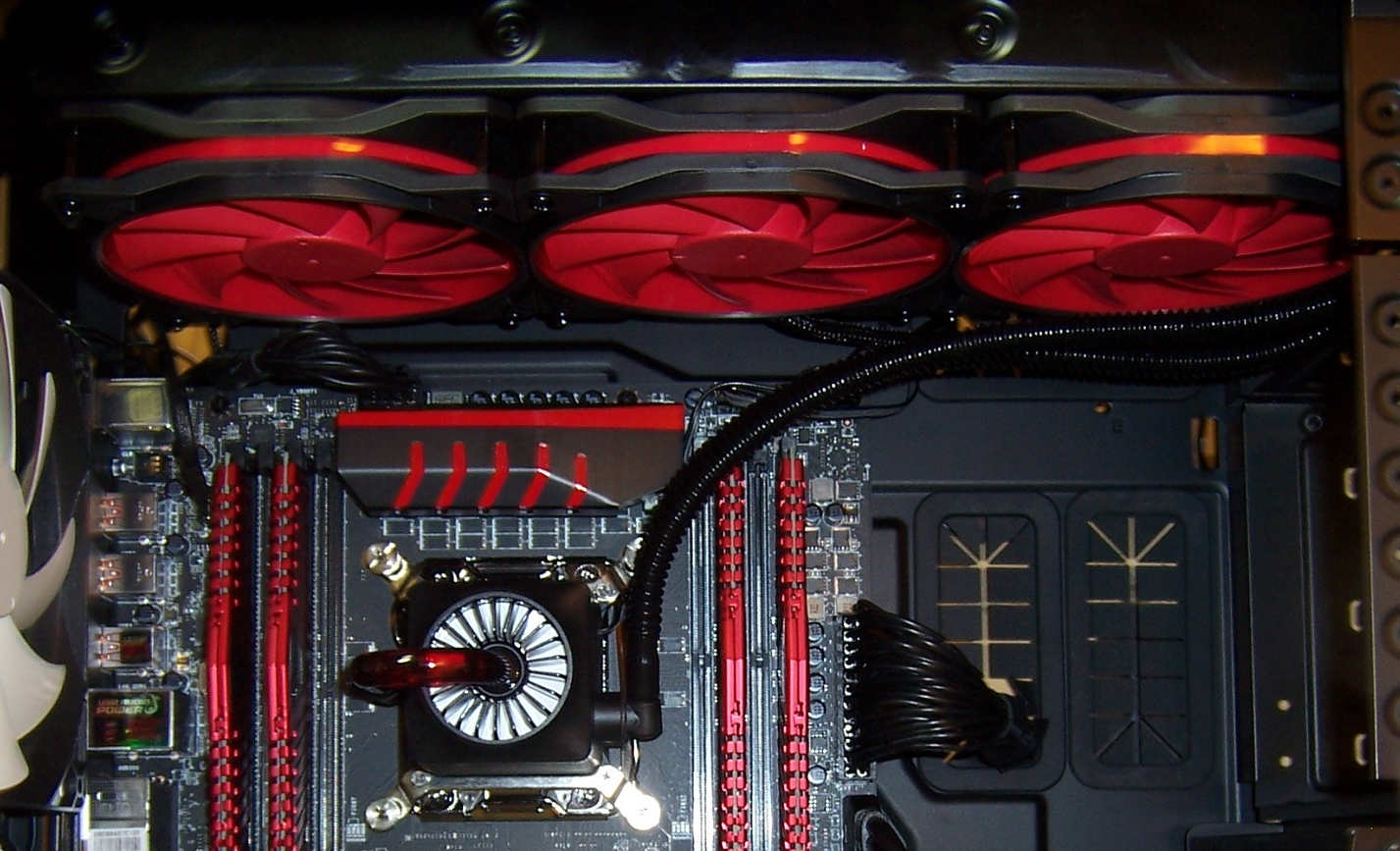
Uma unidade de resfriamento all-in-one (AIO), instalada em um gabinete

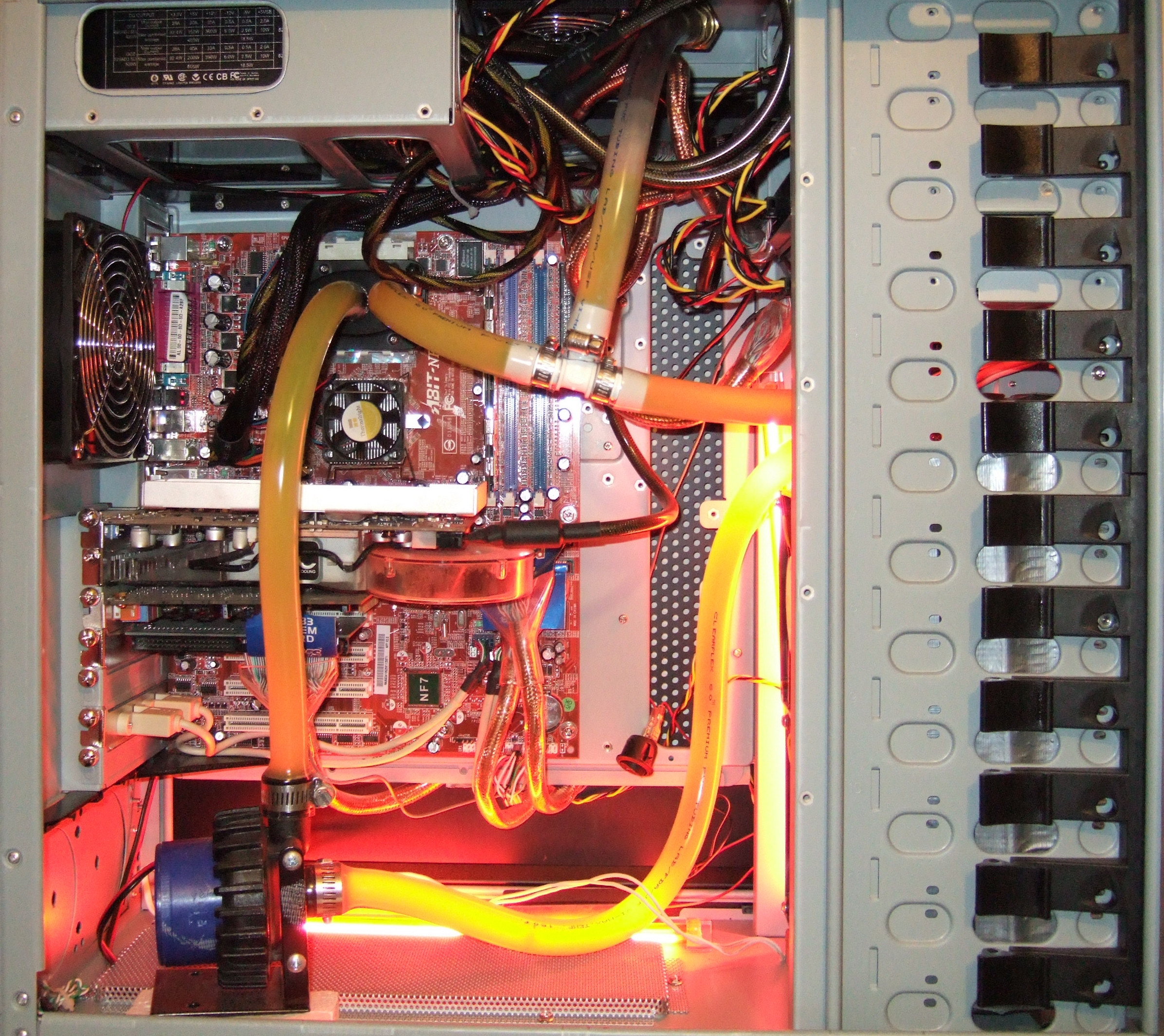
Configuração DIY de resfriamento a água mostrando uma bomba de 12 V, waterblock de CPU e a aplicação típica de uma linha T

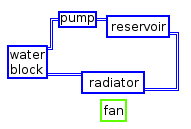
Esquema de uma configuração regular de refrigeração líquida para PCs

O resfriamento líquido é um método altamente eficaz de remover o excesso de calor, sendo o fluido de transferência de calor mais comum em PCs de mesa a água (destilada). As vantagens do resfriamento a água sobre o resfriamento a ar incluem maior capacidade de calor específico e condutividade térmica da água.
O princípio usado em um típico sistema de refrigeração líquida (ativo) para computadores é idêntico ao usado em um motor de combustão interna de um automóvel, com a água sendo circulada por uma bomba d'água através de um bloco de água montado na CPU (e às vezes componentes adicionais como GPU e ponte norte) sai para um trocador de calor, normalmente um radiador. O próprio radiador geralmente é resfriado adicionalmente por meio de um ventilador. Além de um ventilador, ele também pode ser resfriado por outros meios, como um resfriador Peltier (embora os elementos Peltier sejam mais comumente colocados diretamente em cima do hardware a ser resfriado e o refrigerante seja usado para conduzir o calor para longe do calor lado do elemento Peltier). Muitas vezes, um reservatório de refrigerante também é conectado ao sistema.
Além dos sistemas ativos de refrigeração líquida, às vezes também são usados sistemas passivos de refrigeração líquida. Esses sistemas geralmente deixam de fora um ventilador ou uma bomba de água, teoricamente aumentando sua confiabilidade e tornando-os mais silenciosos do que os sistemas ativos. As desvantagens desses sistemas são que eles são muito menos eficientes em descartar o calor e, portanto, também precisam ter muito mais refrigerante - e, portanto, um reservatório de refrigerante muito maior - dando ao refrigerante mais tempo para esfriar.
Os líquidos permitem a transferência de mais calor das peças que estão sendo resfriadas do que o ar, tornando o resfriamento líquido adequado para overclocking e aplicações de computador de alto desempenho. Em comparação com o resfriamento a ar, o resfriamento a líquido também é menos influenciado pela temperatura ambiente. O nível de ruído comparativamente baixo do resfriamento líquido se compara favoravelmente ao do resfriamento a ar, que pode se tornar bastante barulhento.
As desvantagens do resfriamento líquido incluem a complexidade e o potencial de vazamento do refrigerante. O vazamento de água (e quaisquer aditivos na água) pode danificar os componentes eletrônicos com os quais entra em contato, e a necessidade de testar e reparar vazamentos torna as instalações mais complexas e menos confiáveis. (A primeira grande incursão no campo de computadores pessoas refrigerados a líquido para uso geral, as versões de ponta do Power Mac G5 da Apple, acabou sendo condenada por uma propensão a vazamentos de refrigerante.) Um dissipador de calor refrigerado a ar geralmente é muito mais simples de construir, instalar e manter do que uma solução de resfriamento a água, embora também possam ser encontrados kits de resfriamento a água específicos para CPU, que podem ser tão fáceis de instalar quanto um refrigerador de ar. Eles não estão limitados a CPUs, e o resfriamento líquido de placas GPU também é possível.
Embora originalmente limitado a computadores mainframe, o resfriamento líquido tornou-se uma prática amplamente associada ao overclock na forma de kits all-in-one (AIO) fabricados ou configurações do tipo faça você mesmo montadas a partir de peças reunidas individualmente. Os últimos anos observaram um aumento na popularidade do resfriamento líquido em computadores desktop pré-montados, de moderado a alto desempenho. Os sistemas selados ("closed-loop") que incorporam um pequeno radiador pré-preenchido, vendilador e bloco de água simplificam a instalação e a manutenção do resfriamento a água com um pequeno custo na eficácia do resfriamento em relação a configurações maiores e mais complexas. O resfriamento líquido é normalmente combinado com resfriamento a ar, usando resfriamento líquido para os componentes mais quentes, como CPUs e GPUs, mantendo o resfriamento a ar mais simples e barato para componentes menos exigentes.
O sistema IBM Aquasar usa resfriamento de água quente para obter eficiência energética, sendo a água usada também para aquecer edifícios.
Desde 2011, a eficácia do resfriamento a água gerou uma série de soluções de resfriamento a água tudo-em-um (AIO). As soluções AIO resultam em uma instalação muito mais simples da unidade, e a maioria das unidades foi avaliada positivamente por sites de avaliação.

### Tubos de calor e câmaras de vapor

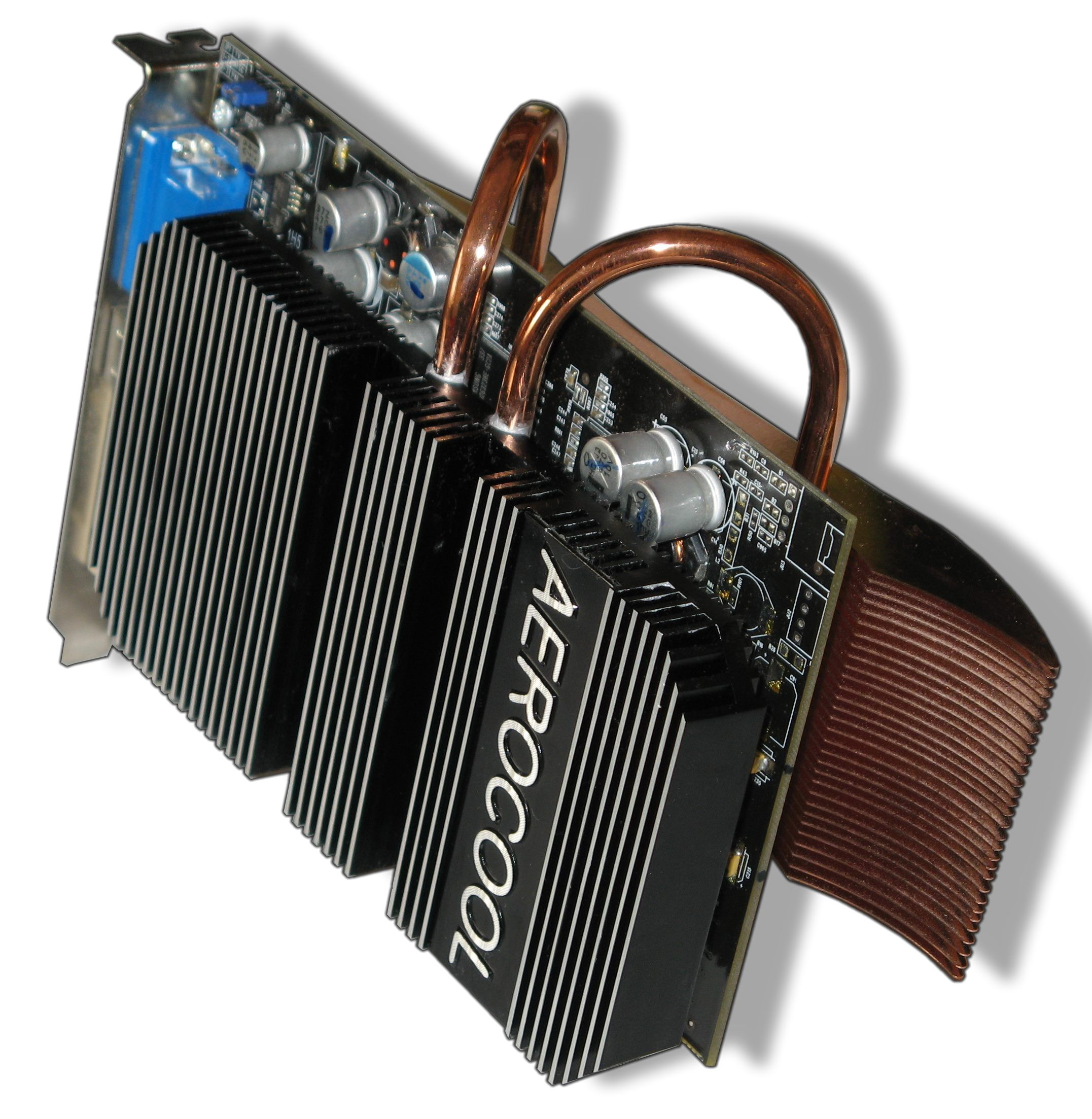
Uma placa gráfica com design de cooler fanless heatpipe

Um tubo de calor é um tubo oco contendo um líquido de transferência de calor. O líquido absorve o calor e evapora em uma extremidade do tubo. O vapor viaja para a outra extremidade (mais fria) do tubo, onde se condensa, liberando seu calor latente. O líquido retorna à extremidade quente do tubo por gravidade ou ação capilar e repete o ciclo. Os tubos de calor têm uma condutividade térmica efetiva muito maior do que os materiais sólidos. Para uso em computadores, o dissipador de calor da CPU é conectado a um dissipador de calor do radiador maior. Ambos os dissipadores de calor são ocos, assim como a conexão entre eles, criando um grande tubo de calor que transfere o calor da CPU para o radiador, que é resfriado usando algum método convencional. Esse método geralmente é usado quando o espaço é limitado, como em PCs e laptops de fator de forma pequeno, ou onde nenhum ruído do ventilador pode ser tolerado, como na produção de áudio. Devido à eficiência desse método de resfriamento, muitas CPUs e GPUs de desktop, bem como chipsets de ponta, usam tubos de calor ou câmaras de vapor, além de resfriamento ativo baseado em ventilador e dissipadores de calor passivos para permanecer em temperaturas operacionais seguras. Uma câmara de vapor opera com os mesmos princípios de um tubo de calor, mas assume a forma de uma placa ou folha em vez de um tubo. Os tubos de calor podem ser colocados verticalmente no topo e fazer parte das câmaras de vapor. As câmaras de vapor também podem ser usadas em equipamentos de alta qualidade smartphones.

### Resfriamento por movimento eletrostático do ar e efeito de descarga corona
A tecnologia de resfriamento em desenvolvimento pela Kronos e Thorn Micro Technologies emprega um dispositivo chamado bomba de vento iônica (também conhecida como acelerador de fluido eletrostático). O princípio operacional básico de uma bomba eólica iônica é a descarga corona, uma descarga elétrica perto de um condutor carregado causada pela ionização do ar circundante.
O cooler de descarga corona desenvolvido pela Kronos funciona da seguinte maneira: Um alto campo elétrico é criado na ponta do cátodo, que é colocado em um dos lados da CPU. O potencial de alta energia faz com que as moléculas de oxigênio e nitrogênio no ar se tornem ionizadas (carregadas positivamente) e criem uma coroa (um halo de partículas carregadas). Colocar um ânodo aterrado na extremidade oposta da CPU faz com que os íons carregados na coroa acelerem em direção ao ânodo, colidindo com moléculas de ar neutras no caminho. Durante essas colisões, o momento é transferido do gás ionizado para as moléculas de ar neutras, resultando no movimento do gás em direção ao ânodo.
As vantagens do cooler baseado em corona são a falta de peças móveis, eliminando assim certos problemas de confiabilidade e operando com um nível de ruído próximo de zero e consumo moderado de energia.

### Resfriamento suave
O resfriamento suave é a prática de utilizar software para aproveitar as vantagens das tecnologias de economia de energia da CPU para minimizar o uso de energia. Isso é feito usando instruções de parada para desligar ou colocar em estado de espera as subpartes da CPU que não estão sendo usadas ou reduzindo o clock da CPU. Embora resulte em velocidades totais mais baixas, isso pode ser muito útil ao fazer overclock de uma CPU para melhorar a experiência do usuário em vez de aumentar o poder de processamento bruto, pois pode evitar a necessidade de resfriamento mais ruidoso. Ao contrário do que o termo sugere, não é uma forma de resfriamento, mas de redução da geração de calor.

### Undervolting
Undervolting é uma prática de executar a CPU ou qualquer outro componente com tensões abaixo das especificações do dispositivo. Um componente subvolvido consome menos energia e, portanto, produz menos calor. A capacidade de fazer isso varia de acordo com o fabricante, a linha de produto e até mesmo diferentes execuções de produção do mesmo produto (bem como de outros componentes do sistema), mas os processadores geralmente são especificados para usar tensões mais altas do que o estritamente necessário. Essa tolerância garante que o processador terá uma chance maior de funcionar corretamente em condições abaixo do ideal, como uma placa-mãe de qualidade inferior ou baixas tensões de alimentação. Abaixo de um certo limite, o processador não funcionará corretamente, embora o undervolting muito alto normalmente não leve a danos permanentes ao hardware (ao contrário do overvolting).
O undervolting é usado para sistemas silenciosos, pois é necessário menos resfriamento devido à redução da produção de calor, permitindo que ventiladores ruidosos sejam omitidos. Também é usado quando a vida útil da carga da bateria deve ser maximizada.

### Chip integrado
Todas as técnicas de resfriamento convencionais conectam seu componente de "resfriamento" à parte externa do pacote do chip de computador. Essa técnica de "fixação" sempre apresentará alguma resistência térmica, reduzindo sua eficácia. O calor pode ser removido de forma mais eficiente e rápida resfriando diretamente os pontos quentes locais do chip, dentro do pacote. Nesses locais, pode ocorrer dissipação de energia de mais de 300 W/cm2 (a CPU típica é inferior a 100 W/cm2), embora se espere que sistemas futuros excedam 1.000 W/cm2. Essa forma de resfriamento local é essencial para o desenvolvimento de chips de alta densidade de potência. Essa ideologia levou à investigação da integração de elementos de resfriamento no chip do computador. Atualmente, existem duas técnicas: dissipadores de calor de microcanais e resfriamento por impacto de jato.
Nos dissipadores de calor de microcanais, os canais são fabricados no chip de silício (CPU) e o refrigerante é bombeado através deles. Os canais são projetados com uma área de superfície muito grande, o que resulta em grandes transferências de calor. A dissipação de calor de 3000 W/cm2 foi relatada com esta técnica. A dissipação de calor pode ser aumentada ainda mais se o resfriamento de fluxo bifásico for aplicado. Infelizmente, o sistema requer grandes quedas de pressão, devido aos pequenos canais, e o fluxo de calor é menor com refrigerantes dielétricos usados em resfriamento eletrônico.
Outra técnica de resfriamento de chip local é o resfriamento por impacto de jato. Nesta técnica, um refrigerante flui através de um pequeno orifício para formar um jato. O jato é direcionado para a superfície do chip da CPU e pode efetivamente remover grandes fluxos de calor. A dissipação de calor de mais de 1000 W/cm2 foi relatada. O sistema pode ser operado a uma pressão mais baixa em comparação com o método de microcanal. A transferência de calor pode ser aumentada ainda mais usando resfriamento de fluxo bifásico e integrando canais de fluxo de retorno (híbrido entre dissipadores de calor de microcanal e resfriamento por impacto de jato).

### Resfriamento de mudança de fase
O resfriamento por mudança de fase é uma maneira extremamente eficaz de resfriar o processador. Um resfriador de mudança de fase de compressão de vapor é uma unidade que geralmente fica embaixo do PC, com um tubo que leva ao processador. Dentro da unidade há um compressor do mesmo tipo de um ar condicionado. O compressor comprime um gás (ou mistura de gases) que vem do evaporador (resfriador da CPU discutido abaixo). Em seguida, o vapor de alta pressão muito quente é empurrado para o condensador (dispositivo de dissipação de calor), onde se condensa de um gás quente para um líquido, normalmente sub-resfriado na saída do condensador, em seguida, o líquido é alimentado para um dispositivo de expansão (restrição em do sistema) para causar uma queda de pressão e vaporizar o fluido (fazer com que ele atinja uma pressão em que possa ferver na temperatura desejada); o dispositivo de expansão utilizado pode ser um simples tubo capilar até uma válvula de expansão térmica mais elaborada. O líquido evapora (mudança de fase), absorvendo o calor do processador à medida que extrai energia extra de seu ambiente para acomodar essa mudança (consulte calor latente). A evaporação pode produzir temperaturas que atingem cerca de -15 a -150 °C (5 a -238 °F). O líquido flui para o evaporador resfriando a CPU, transformando-se em vapor a baixa pressão. No final do evaporador, este gás desce para o compressor e o ciclo recomeça. Desta forma, o processador pode ser resfriado a temperaturas que variam de −15 a −150 °C (5 a −238 °F), dependendo da carga, potência do processador, sistema de refrigeração (consulte refrigeração) e a mistura gasosa utilizada. Este tipo de sistema sofre de uma série de problemas (custo, peso, tamanho, vibração, manutenção, custo de energia elétrica, ruído, necessidade de uma torre de computador especializada) mas, principalmente, deve-se preocupar com o ponto de orvalho e o isolamento adequado dos todas as superfícies subambientes que devem ser feitas (os canos vão suar, pingando água em eletrônicos sensíveis).
Como alternativa, uma nova geração do sistema de resfriamento está sendo desenvolvida, inserindo uma bomba no termossifão laço. Isso adiciona outro grau de flexibilidade para o engenheiro de projeto, já que o calor pode agora ser efetivamente transportado para longe da fonte de calor e recuperado ou dissipado para o ambiente. A temperatura da junção pode ser ajustada ajustando a pressão do sistema; pressão mais alta é igual a temperaturas de saturação de fluido mais altas. Isso permite condensadores menores, ventiladores menores e/ou a dissipação efetiva de calor em um ambiente de alta temperatura ambiente. Esses sistemas são, em essência, o paradigma de resfriamento de fluidos da próxima geração, pois são aproximadamente 10 vezes mais eficientes que a água monofásica. Como o sistema usa um dielétrico como meio de transporte de calor, os vazamentos não causam uma falha catastrófica do sistema elétrico.
Esse tipo de resfriamento é visto como uma maneira mais extrema de resfriar os componentes, pois as unidades são relativamente caras em comparação com o desktop médio. Eles também geram uma quantidade significativa de ruído, pois são essencialmente refrigeradores; no entanto, a escolha do compressor e sistema de refrigeração do ar é o principal determinante disso, permitindo flexibilidade para redução de ruído com base nas peças escolhidas.
Um "termossifão" tradicionalmente se refere a um sistema fechado que consiste em vários tubos e/ou câmaras, com uma câmara maior contendo um pequeno reservatório de líquido (muitas vezes tendo um ponto de ebulição logo acima da temperatura ambiente, mas não necessariamente). A câmara maior é a mais próxima da fonte de calor e projetada para conduzir o máximo de calor possível para o líquido, por exemplo, uma placa fria de CPU com a câmara dentro dela preenchida com o líquido. Um ou mais tubos se estendem para cima em algum tipo de radiador ou área de dissipação de calor semelhante, e tudo isso é configurado de forma que a CPU aqueça o reservatório e o líquido que ele contém, que começa a ferver e o vapor sobe pelo(s) tubo(s) até a área de dissipação de calor/radiador e, após a condensação, pinga de volta para o reservatório ou escorre pelas laterais do tubo.

### Nitrogenio líquido

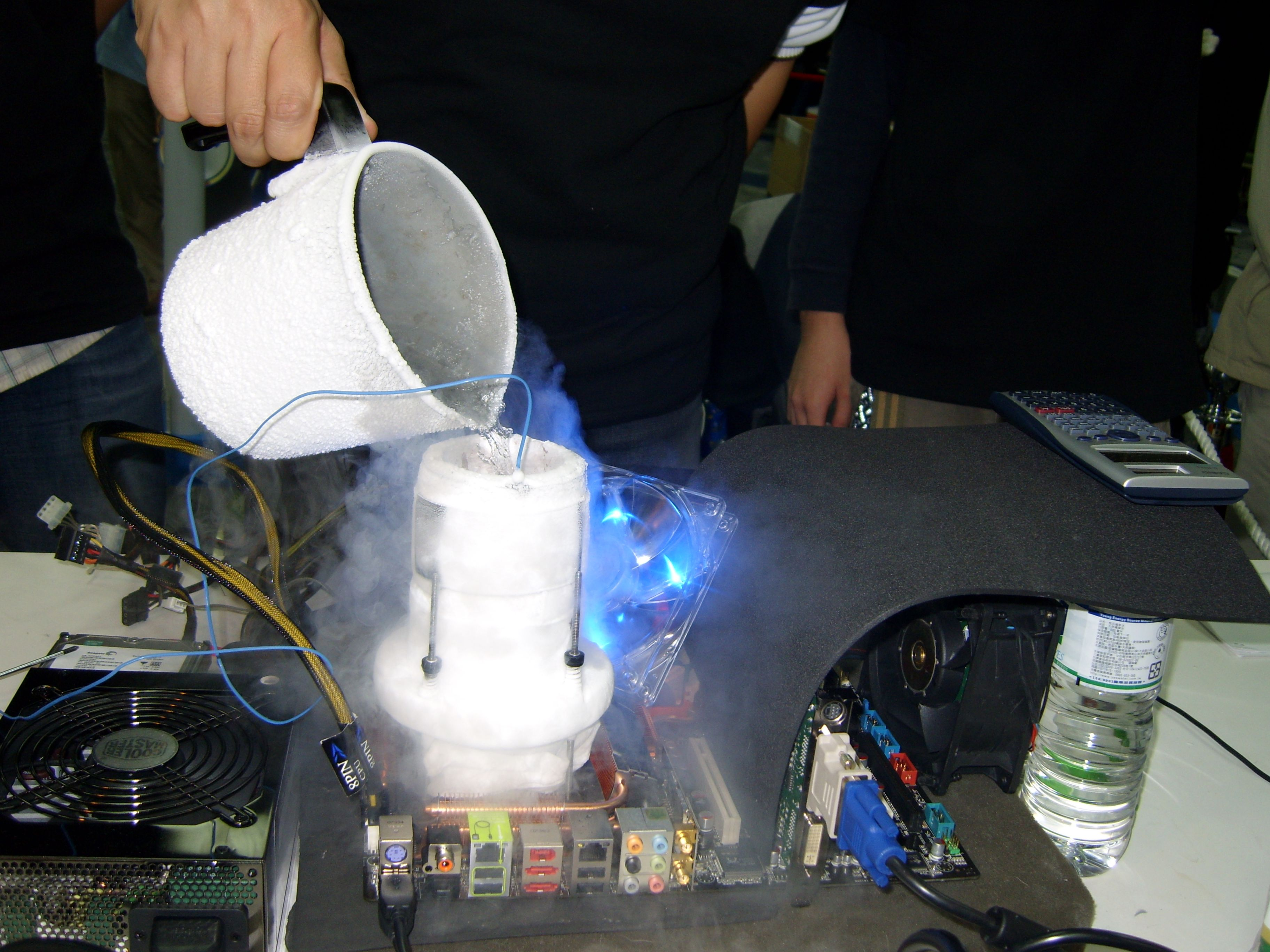
Nitrogênio líquido pode ser usado para resfriar componentes com overclock

Como o nitrogênio líquido ferve a -196 °C (-320,8 °F), muito abaixo do ponto de congelamento da água, ele é valioso como um refrigerante extremo para sessões curtas de overclock.
Em uma instalação típica de resfriamento por nitrogênio líquido, um tubo de cobre ou alumínio é montado na parte superior do processador ou da placa gráfica. Após o sistema ter sido fortemente isolado contra a condensação, o nitrogênio líquido é despejado no tubo, resultando em temperaturas bem abaixo de -100 °C (-148 °F).
Dispositivos de evaporação que variam de dissipadores de calor cortados com tubos conectados a recipientes de cobre fresados personalizados são usados para reter o nitrogênio, bem como para evitar grandes mudanças de temperatura. No entanto, após a evaporação do nitrogênio, ele deve ser recarregado. No reino dos computadores pessoais, esse método de resfriamento raramente é usado em contextos que não sejam testes de overclocking e tentativas de estabelecimento de recordes, pois a CPU geralmente expira em um período de tempo relativamente curto devido ao estresse de temperatura causado por mudanças na temperatura interna.
Embora o nitrogênio líquido não seja inflamável, ele pode condensar o oxigênio diretamente do ar. Misturas de oxigênio líquido e materiais inflamáveis podem ser perigosamente explosivas.
O resfriamento com nitrogênio líquido é, geralmente, usado apenas para benchmarking de processadores, devido ao fato de que o uso contínuo pode causar danos permanentes a uma ou mais partes do computador e, se manuseado de forma descuidada, pode até prejudicar o usuário, causando congelamento.

### Hélio líquido
O hélio líquido, mais frio que o nitrogênio líquido, também foi usado para resfriamento. O hélio líquido ferve a −269 °C (−452,20 °F) e as temperaturas variando de −230 a −240 °C (−382,0 a −400,0 °F) foram medidas no dissipador de calor. No entanto, o hélio líquido é mais caro e mais difícil de armazenar e usar do que o nitrogênio líquido. Além disso, temperaturas extremamente baixas podem fazer com que os circuitos integrados parem de funcionar. Os semicondutores à base de silício, por exemplo, congelarão a cerca de -233 °C (-387,4 °F).

## Otimização
O resfriamento pode ser melhorado por várias técnicas que podem envolver despesas ou esforços adicionais. Essas técnicas são frequentemente utilizadas, principalmente, por quem roda partes de seu computador (como CPU e GPU) em tensões e frequências mais altas do que as especificadas pelo fabricante (overclocking), o que aumenta a geração de calor.
A instalação de refrigeração não padrão de desempenho superior também pode ser considerada modding. Muitos overclockers simplesmente compram combinações de dissipadores de calor e ventiladores mais eficientes, e frequentemente mais caros, enquanto outros recorrem a formas mais exóticas de resfriamento de computador, como resfriamento líquido, bombas de calor de efeito Peltier, tubo de calor ou resfriamento de mudança de fase.
Existem também algumas práticas relacionadas que têm um impacto positivo na redução das temperaturas do sistema:

### Compostos termicamente condutores
Frequentemente chamado de Material de Interface Térmica (TIM).

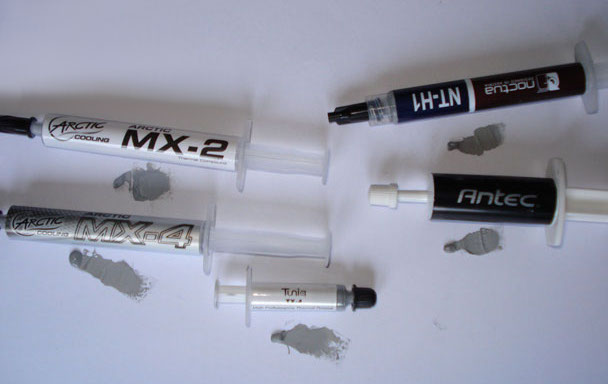
A pasta térmica é comumente usada para aumentar a condutividade térmica da CPU, GPU ou qualquer componente que produza calor para o dissipador de calor. (No sentido anti-horário a partir do canto superior esquerdo: Arctic MX-2, Arctic MX-4, Tuniq TX-4, Antec Formula 7, Noctua NT-H1)

Superfícies perfeitamente planas em contato fornecem resfriamento ideal, mas o nivelamento perfeito e a ausência de espaços de ar microscópicos não são possíveis na prática, principalmente em equipamentos produzidos em massa. Uma camada muito fina de composto térmico, que é muito mais termicamente condutora do que o ar, embora muito menos do que o metal, pode melhorar o contato térmico e o resfriamento preenchendo as lacunas de ar. Se for usada apenas uma pequena quantidade de composto suficiente para preencher as lacunas, a melhor redução de temperatura será obtida.
Há muito debate sobre os méritos dos compostos, e os overclockers geralmente consideram alguns compostos superiores a outros. A principal consideração é usar a quantidade mínima de pasta térmica necessária para nivelar as superfícies, já que a condutividade térmica da pasta é tipicamente de 1/3 a 1/400 da do metal, embora muito melhor do que a do ar. A condutividade do composto do dissipador de calor varia de cerca de 0,5 a 80W/mK (ver artigos); a do alumínio é cerca de 200, a do ar cerca de 0,02. Almofadas condutoras de calor também são usados, geralmente instalados pelos fabricantes em dissipadores de calor. São menos eficazes que a pasta térmica aplicada corretamente, porém mais simples de aplicar e, se fixadas ao dissipador, não podem ser omitidas pelo usuário que desconhece a importância de um bom contato térmico, nem substituídas por uma camada espessa e ineficaz de pasta.
Ao contrário de algumas técnicas discutidas aqui, o uso de pasta térmica ou preenchimento é quase universal ao dissipar quantidades significativas de calor.

### Lapidação do dissipador de calor
Os dissipadores de calor da CPU produzidos em massa e as bases do dissipador de calor nunca são perfeitamente planos ou lisos; se essas superfícies forem colocadas no melhor contato possível, haverá lacunas de ar que reduzem a condução de calor. Isso pode ser facilmente mitigado pelo uso de pasta térmica, mas para obter os melhores resultados possíveis, as superfícies devem ser o mais planas possível. Isso pode ser alcançado por um processo trabalhoso conhecido como lapidação, que pode reduzir a temperatura da CPU em cerca de 2 °C (4 °F).

### Cabos arredondados
A maioria dos PCs mais antigas usa cabos e fita plana para conectar undiadades de armazenamento (IDE ou SCSI). Esses grndes cabos planos impedem muito o fluxo de ar, causando arrasto e turbulência. Overclockers e modders geralmente os substituem por cabos arredondados, com os fios condutores agrupados firmemente para reduzir a área de superfície. Teoricamente, os fios paralelos de condutores em um cabo plano servem para reduzir a diafonia (condutores transportando sinais induzindo sinais em condutores próximos), mas não há evidências empíricas de cabos arredondados reduzindo o desempenho. Isso pode ocorrer porque o comprimento do cabo é curto o suficiente para que o efeito da diafonia seja insignificante. Os problemas geralmente surgem quando o cabo não é protegido eletromagneticamente e o comprimento é considerável, uma ocorrência mais frequente com cabos de rede mais antigos.
Esses cabos de computador podem ser amarrados ao chassi ou outros cabos para aumentar ainda mais o fluxo de ar.
Isso é um problema menor com novos computadores que usam Serial ATA, que possui um cabo muito mais estreito.

### Airflow
Quanto mais frio o meio de resfriamento (o ar), mais eficaz é o resfriamento. A temperatura do ar de resfriamento pode ser melhorada com estas diretrizes:
- Forneça ar frio aos componentes quentes o mais diretamente possível. Exemplos são snorkels de ar e túneis que alimentam o ar externo direta e exclusivamente para o cooler da CPU ou GPU. Por exemplo, o design do gabinete do BTX prescreve um túnel de ar da CPU.
- Expulse o ar quente o mais diretamente possível. Exemplos são: Fontes de alimentação convencionais para PC (ATX) sopram o ar quente pela parte de trás do gabinete. Muitos desgins de placas gráficas de slot duplo sopram o ar quente através da tampa do slot adjacente. Existem também alguns coolers de reposição que fazem isso. Alguns projetos de resfriamento da CPU sopram o ar quente diretamente para a parte de trás do gabinete, onde pode ser ejetado por um ventilador do gabinete.
- O ar que já foi usado para resfriar pontualmente um componente não deve ser reutilizado para resfriar pontualmente um componente diferente (isso decorre dos itens anteriores). O design do gabinete BTX viola essa regra, pois usa o exaustor do cooler da CPU para resfriar o chipset e muitas vezes a placa de vídeo. Pode-se encontrar gabinetes ATX antigos ou de baixo orçamento que apresentam uma montagem de PSU na parte superior. A maioria dos gabinetes ATX modernos, no entanto, possui uma montagem de PSU na parte inferior do gabinete com uma saída de ar filtrada diretamente abaixo do PSU.
- Prefira o ar frio de admissão, evite inalar o ar de exaustão (ar externo acima ou próximo aos exaustores). Por exemplo, um duto de ar de resfriamento da CPU na parte traseira de um gabinete de torre inalaria o ar quente de uma exaustão da placa gráfica. Mover todos os escapamentos para um lado do gabinete, convencionalmente na parte traseira/superior, ajuda a manter o ar de admissão resfriado.
- Esconda os cabos atrás da bandeja da placa-mãe ou simplesmente aplique ziptie e guarde os cabos para fornecer fluxo de ar desimpedido.

Menos ventoinhas, mas posicionadas estrategicamente, melhorarão o fluxo de ar interno dentro do PC e, assim, diminuirão a temperatura interna geral do gabinete em relação às condições ambientais. O uso de ventiladores maiores também melhora a eficiência e reduz a quantidade de calor desperdiçado junto com a quantidade de ruído gerado pelos ventiladores durante a operação.
Há pouco consenso sobre a eficácia de diferentes configurações de posicionamento dos ventiladores e pouco foi feito em termos de testes sistemáticos. Para um gabinete retangular de PC (ATX), uma ventoinha na frente com uma ventoinha na parte traseira e outra na parte superior foi considerada uma configuração adequada. No entanto, as diretrizes de resfriamento do sistema da AMD (um tanto desatualizadas) observam que "um ventilador de resfriamento frontal não parece ser essencial. Na verdade, em algumas situações extremas, os testes mostraram que esses ventiladores estão recirculando ar quente em vez de introduzir ar frio". Pode ser que os ventiladores nos painéis laterais possam ter um efeito prejudicial semelhante - possivelmente interrompendo o fluxo de ar normal através do gabinete. No entanto, isso não está confirmado e provavelmente varia de acordo com a configuração.

#### Pressão do ar

1) Pressão negativa 2) Pressão positiva

Falando vagamente, a pressão positiva significa que a entrada na caixa é mais forte do que a exaustão da caixa. Essa configuração faz com que a pressão dentro do gabinete seja maior do que no ambiente. Pressão negativa significa que a exaustão é mais forte que a admissão. Isso faz com que a pressão interna do ar seja menor do que no ambiente. Ambas as configurações têm vantagens e desvantagens, sendo a pressão positiva a mais popular das duas configurações. A pressão negativa resulta no caso puxando o ar através de orifícios e respiros separados dos ventiladores, pois os gases internos tentarão atingir uma pressão de equilíbrio com o ambiente. Consequentemente, isso resulta na entrada de poeira no computador em todos os locais. A pressão positiva em combinação com a entrada filtrada resolve esse problema, pois o ar só se inclinará a ser exaurido por esses orifícios e respiradouros para atingir um equilíbrio com seu ambiente. A poeira não consegue entrar no gabinete, exceto pelos ventiladores de entrada, que precisam possuir filtros de poeira.

## Tipos de computador

### Desktops

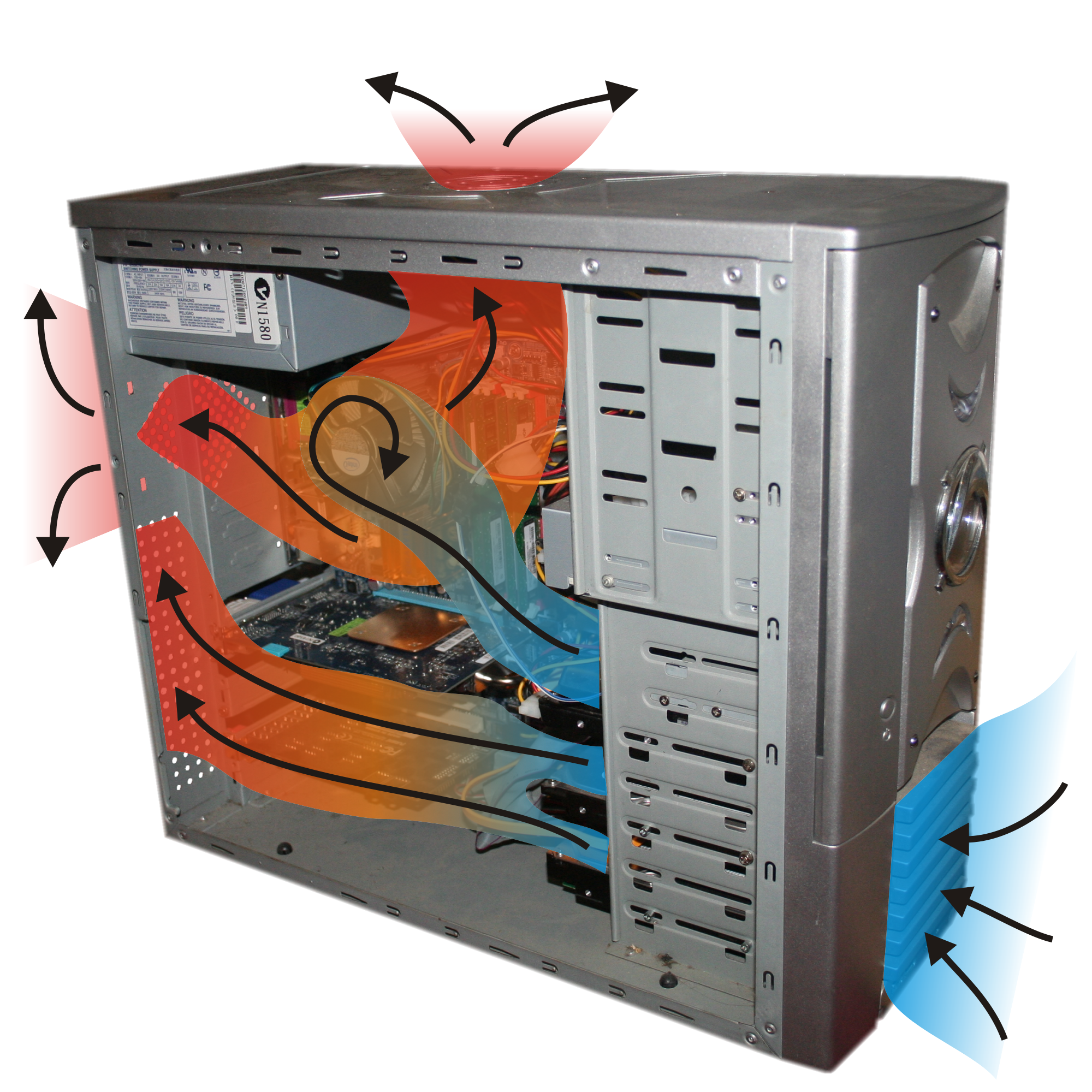
Ilustração do fluxo de ar do ar de resfriamento em um gabinete de computador durante o resfriamento do computador

Computadores de mesa normalmente usam um ou mais ventiladores para resfriamento.Embora quase todas as fontes de alimentação de desktop tenham pelo menos um ventilador embutido, as fontes de alimentação nunca devem extrair ar aquecido de dentro do gabinete, pois isso resulta em temperaturas de operação da PSU mais altas, o que diminui a eficiência energética, a confiabilidade e a capacidade geral da PSU de fornecer uma temperatura estável. fornecimento de energia aos componentes internos do computador. Por esse motivo, todos os gabinetes ATX modernos (com algumas exceções encontradas em gabinetes de orçamento ultrabaixo) apresentam uma montagem de fonte de alimentação na parte inferior, com uma entrada de ar PSU dedicada (geralmente com seu próprio filtro) abaixo do local de montagem, permitindo que o PSU para extrair ar frio de baixo do gabinete.
A maioria dos fabricantes recomenda a entrada de ar frio e fresco pela parte inferior frontal do gabinete e a exaustão do ar quente pela parte superior traseira.[carece de fontes?] Se os ventiladores forem instalados para forçar o ar para dentro do gabinete com mais eficiência do que para removê-lo, a pressão interna torna-se maior do que a externa, chamada de fluxo de ar "positivo" (o caso oposto é chamado de fluxo de ar "negativo"). Vale a pena notar que a pressão interna positiva apenas evita o acúmulo de poeira no caso se as entradas de ar estiverem equipadas com filtros de poeira. Uma caixa com pressão interna negativa sofrerá uma taxa maior de acúmulo de poeira mesmo se as entradas forem filtradas, pois a pressão negativa puxará a poeira através de qualquer abertura disponível na caixa.
O fluxo de ar dentro de um gabinete de desktop típico geralmente não é forte o suficiente para um dissipador de calor de CPU passivo. A maioria dos dissipadores de calor de desktop está ativa, incluindo um ou até vários ventiladores ou sopradores conectados diretamente.

### Servidores

#### Refrigeradores de servidor
Cada servidor pode ter um sistema de cooler interno independente; Os ventiladores de resfriamento do servidor em gabinetes (1 U) geralmente estão localizados no meio do gabinete, entre os discos rígidos na frente e os dissipadores de calor passivos da CPU na parte traseira. Os gabinetes maiores (mais altos) também possuem exaustores e, a partir de aproximadamente 4U, podem ter dissipadores de calor ativos. As fontes de alimentação geralmente têm seus próprios exaustores voltados para trás.

#### Refrigeradores montados em rack
O gabinete do rack é um gabinete típico para servidores montados horizontalmente. O ar normalmente é aspirado na frente do rack e exaurido na parte traseira. Cada gabinete pode ter opções adicionais de resfriamento; por exemplo, eles podem ter um módulo acoplável de resfriamento acoplado ou integrado com elementos de gabinete (como portas de resfriamento no rack do servidor iDataPlex).
Outra forma de acomodar um grande número de sistemas em um espaço pequeno é usar chassis de lâminas, orientados verticalmente em vez de horizontalmente, para facilitar a convecção. O ar aquecido pelos componentes quentes tende a subir, criando um fluxo de ar natural ao longo das placas (efeito chaminé), resfriando-as. Alguns fabricantes aproveitam esse efeito.

#### Refrigeradores do data center
Como os datacenters normalmente contêm um grande número de computadores e outros dispositivos de dissipação de energia, eles correm o risco de superaquecimento do equipamento; extensos sistemas HVAC são usados para evitar isso. Freqüentemente, um piso elevado é usado para que a área sob o piso possa ser usada como um grande plenum para ar resfriado e cabeamento de energia.
O Resfriamento Líquido de Contato Direto tornou-se mais eficiente do que as opções de resfriamento a ar, resultando em uma pegada menor, menores requisitos de capital e menores custos operacionais do que o resfriamento a ar. Ele usa líquido quente em vez de ar para afastar o calor dos componentes mais quentes. Os ganhos de eficiência energética com o resfriamento líquido também estão impulsionando sua adoção.

### Laptops
Os laptops apresentam um difícil projeto de fluxo de ar mecânico, dissipação de energia e desafio de resfriamento. As restrições específicas dos laptops incluem: o dispositivo como um todo deve ser o mais leve possível; o fator de forma deve ser construído em torno do layout de teclado padrão; os usuários estão muito próximos, portanto, o ruído deve ser reduzido ao mínimo e a temperatura externa do gabinete deve ser mantida baixa o suficiente para ser usada em uma volta. O resfriamento geralmente usa resfriamento de ar forçado, mas os tubos de calor e o uso do chassi ou caixa de metal como dissipador de calor passivo também são comuns. As soluções para reduzir o calor incluem o uso de processadores ARM ou Intel Atom com menor consumo de energia.

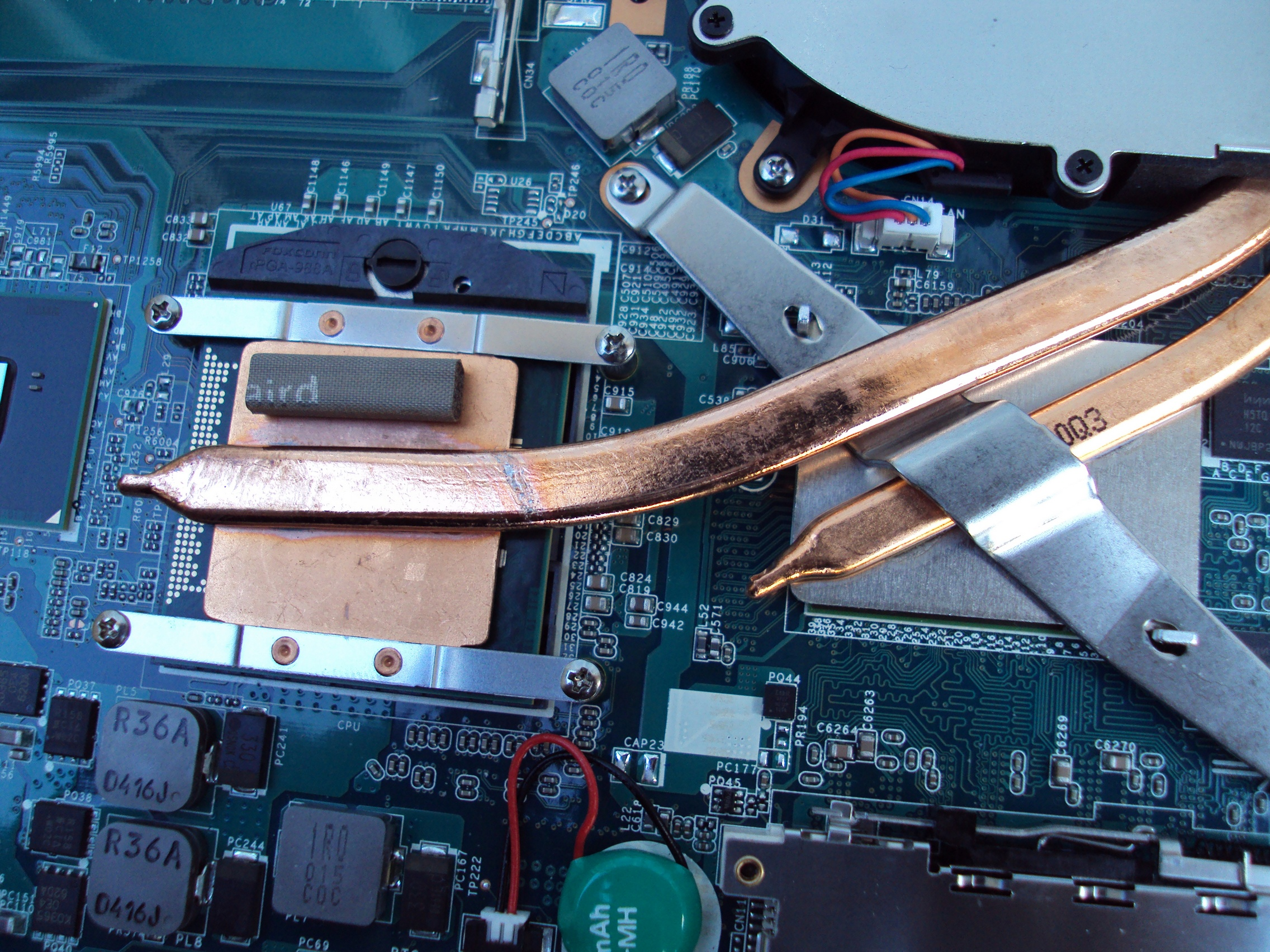
Dissipadores de calor de CPU e GPU de um laptop e tubos de calor de cobre transferindo calor para um exaustor expelindo ar quente
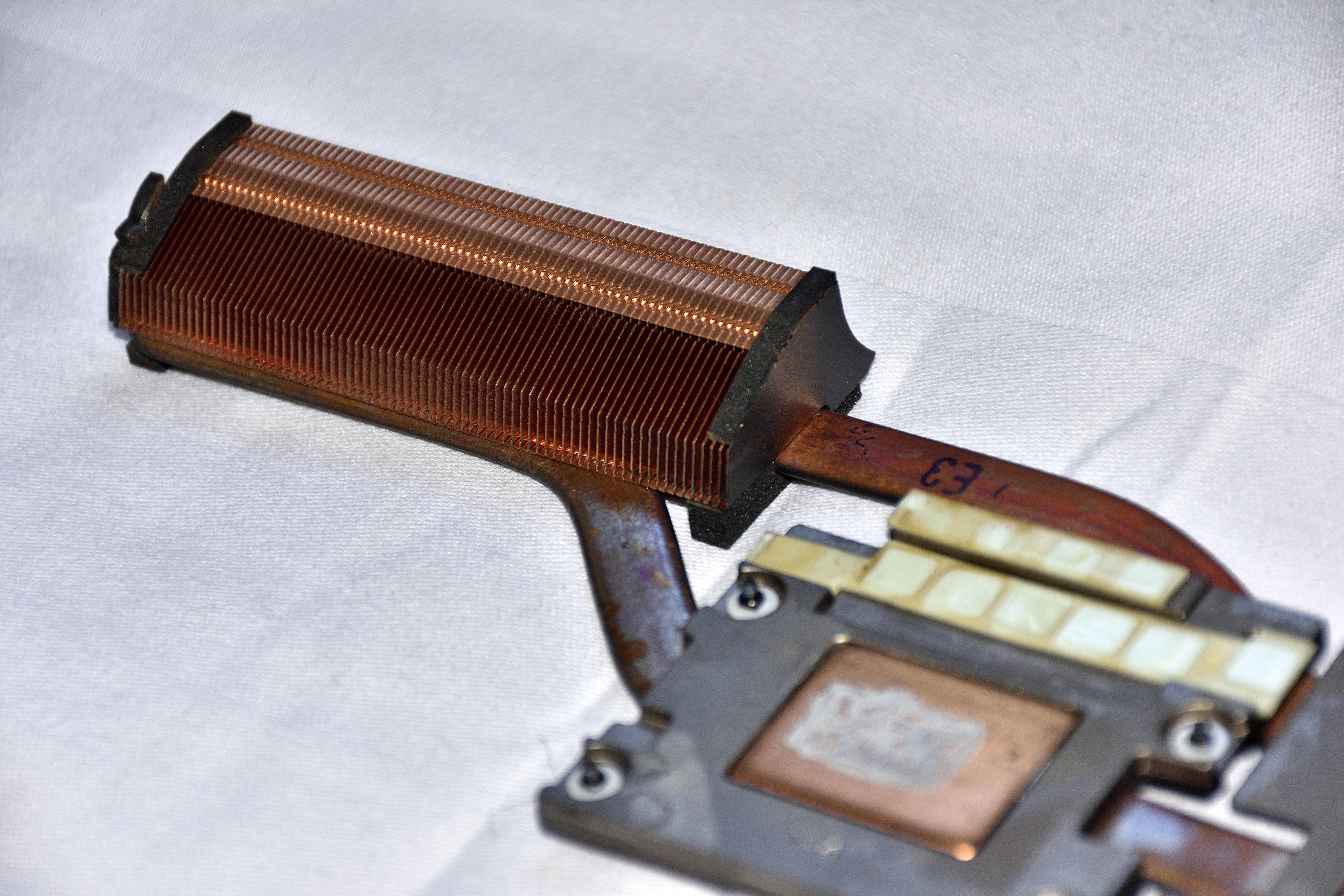
O fluido de trabalho nos tubos de calor transfere o calor da CPU do laptop e do processador de vídeo para a pilha de aletas. O calor é dissipado da pilha de aletas pelo método de transferência de calor por convecção de um ventilador. Esta pilha de aletas é de um laptop de estação de trabalho móvel HP ZBook.
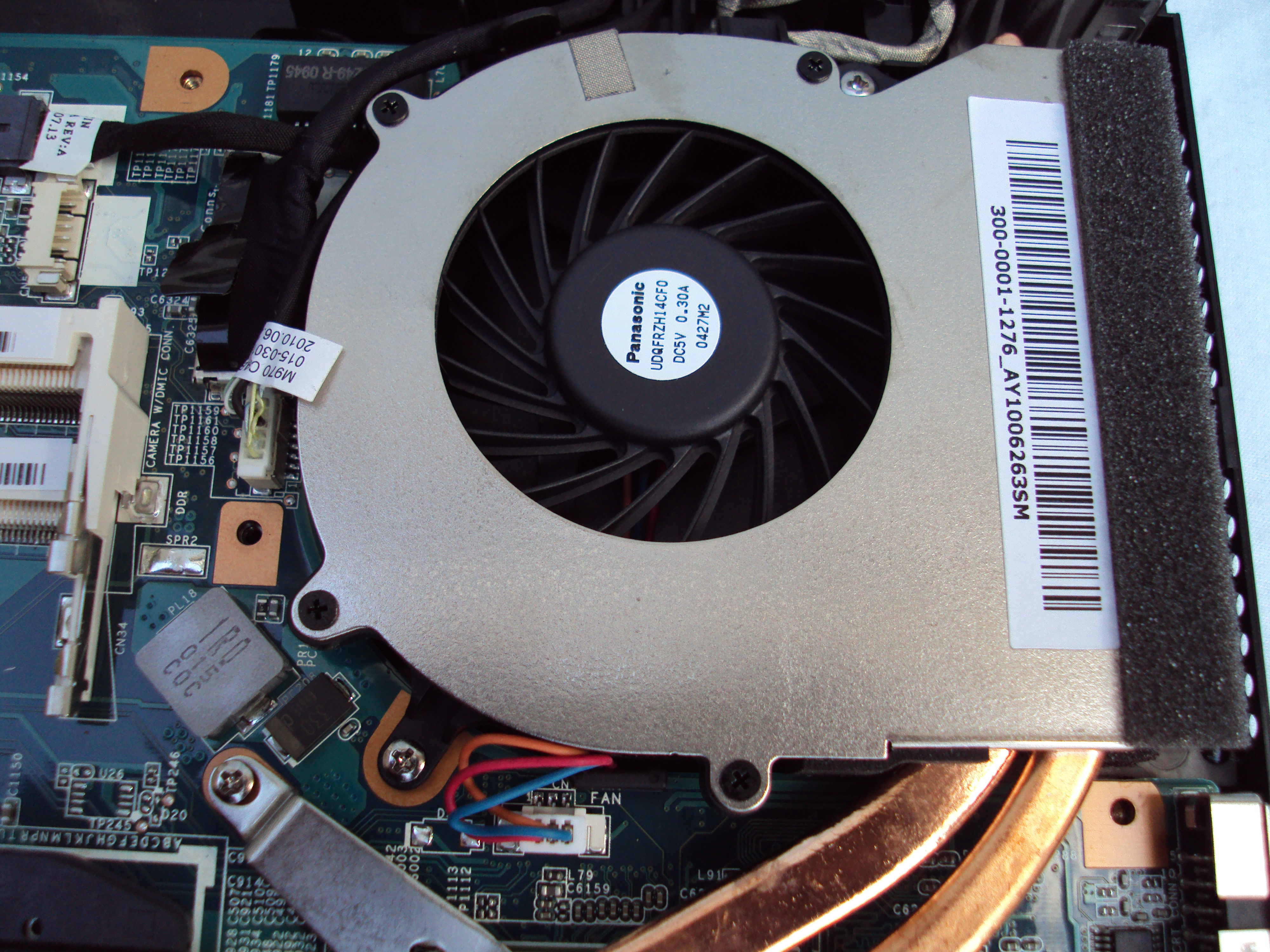
O calor é expelido de um laptop por um exaustor centrífugo.

### Dispositivos móveis
Os dispositivos móveis geralmente não possuem sistemas de resfriamento discretos, pois os chips móveis de CPU e GPU são projetados para máxima eficiência de energia devido às restrições da bateria do dispositivo. Alguns dispositivos de alto desempenho podem incluir um dissipador de calor que ajuda na transferência de calor para o gabinete externo de um telefone ou tablet.